# Historia postal de México

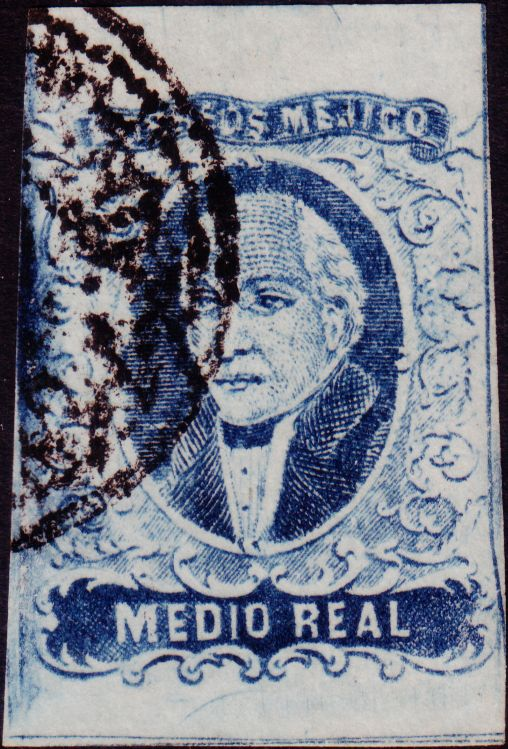
Imagen del primer sello postal de México, 1856.

La Filatelia de México muestra variadas características que la convierten en un interesante estudio de sus sellos.
El sistema postal mexicano tiene sus raíces en el sistema azteca de mensajeros que los españoles adoptaron después de la conquista. Un servicio postal se estableció en 1580, principalmente para comunicarse entre el virreinato de Nueva España con la patria España. Durante el siglo XVIII, España estableció un sistema postal formal con rutas regulares. En 1856, México emitió sus primeros sellos postales adhesivos, con "sobreimpresiones de distrito", una característica única entre los sistemas postales de todo el mundo, empleados para proteger contra el robo de sellos postales.
En 1891, se creó la autoridad de emisión de sellos postales como una división administrativa de la Secretaría de Comunicaciones. Se llamaba Servicio Postal Mexicano (Sepomex). En 1901, la Dirección General de Correos (Dirección General de Correo) se convirtió en una agencia gubernamental separada. El Palacio de Correos de México se utiliza desde 1907 como oficina principal de correos.
La Revolución mexicana y las posteriores guerras civiles (1910–1920) resultaron en numerosos sellos provisionales y locales emitidos por las facciones en control de diferentes áreas del país.

## Época Virreinal

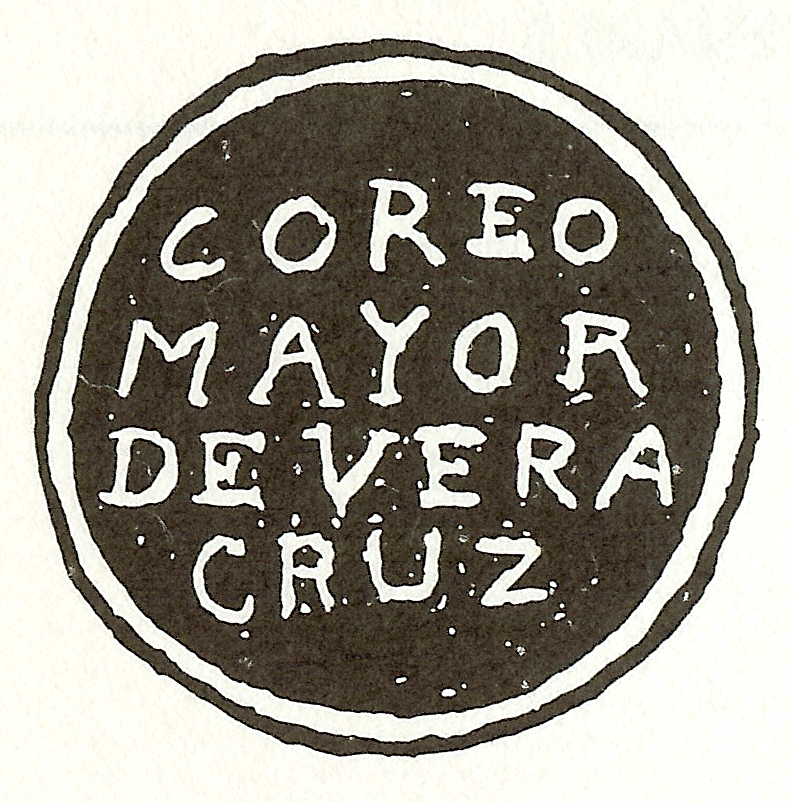
Marca postal de 1736 en Veracruz, México

El sistema postal de México comenzó con los aztecas, que operaban un sistema de mensajeros; funcionaron lo suficientemente bien como para que Hernán Cortés siguiera usándolos después de la conquista de 1521. Después de 1579, el derecho a operar los puestos fue otorgado a miembros de la nobleza, conocidos como "Correo Mayor de la Nueva España". La parte más importante de su operación fue la ruta entre la Ciudad de México y Veracruz.
En 1742, el administrador de puestos en Madrid recibió la orden de mejorar el sistema mexicano, lo que resultó en el establecimiento en 1745 de un puesto semanal entre la Ciudad de México y Oaxaca, seguido en 1748 de un servicio mensual a Guatemala. En 1765, la Corona española volvió a comprar los derechos del servicio postal, "nacionalizando" efectivamente los mensajes.
Durante el período virreinal y hasta la introducción de sellos adhesivos, las cartas generalmente se enviaban por cobrar, y el destinatario debía pagar el franqueo a la llegada. Las portadas, o sobres en los que se enviaron las cartas, fueron estampados a mano con el nombre de la ciudad de origen, y típicamente con un número que representa el cargo por franqueo, por ejemplo, "3" por 3 reales. Ocasionalmente, el correo se enviaba con franqueo prepago, en cuyo caso el sobre se marcaría "Franca" o "Franco" o "Franqueado". Según Yag & Bash (1965), algunos sellos manuales (en portadas sin fecha) datan de la década de 1720 y el matasellos sellado más antiguo conocido en una portada fechada es una marca de Veracruz de 1736. Yag y Bash investigaron los registros de Chapman y encontraron estos números de oficinas de correos:
| Año  | Principal | Rama |
| ---- | --------- | ---- |
| 1824 | 17        | 338  |
| 1846 | 45        | 440  |
| 1854 | 47        | 430  |
| 1868 | 47        | 431  |
| 1875 | 54        | 241  |

La mayoría de las oficinas de correos, director y sucursal, tenían sellos manuales.
Las portadas desde el período colonial hasta el tercer trimestre de 1800 generalmente mostraban solo el nombre y la ciudad del destinatario; No se escribió una dirección postal. Estas cartas no fueron entregadas al destinatario. En cambio, las cartas se guardarían en la oficina de correos local y se anunciarían en listas publicadas o en periódicos. Muchos de los destinatarios eran empresarios o políticos bien conocidos. Hacia fines del siglo XIX, las ciudades más grandes empleaban carteros para entregar el correo.

## Independencia y república temprana
México declaró su independencia de España el 16 de septiembre de 1810. Esto dio lugar a la larga Guerra de Independencia mexicana que terminó en 1821 y que finalmente condujo a la creación del primer Imperio mexicano de corta duración. Agustín de Iturbide fue el primer y único emperador. Dos años después, fue depuesto por las fuerzas republicanas. En 1824, se adoptó una constitución republicana, creando los Estados Unidos Mexicanos con Guadalupe Victoria como su primer presidente.
En la década de 1820, tanto los británicos como los franceses comenzaron el servicio de paquetes a Veracruz. Un agente postal británico operaba en Veracruz entre 1825 y 1874 y en Tampico entre 1840 y 1876. Si bien ambos recibieron sellos británicos, solo se usaron los sellos de Tampico (obliterador "C76"). El servicio británico funcionó continuamente hasta 1914, mientras que el servicio francés terminó en 1835, fue restaurado en 1862 como la Ligne de México y continuó hasta 1939.
Junto a las oficinas y agentes de correos mexicanos, británicos y franceses, México tenía un buen número de agentes de reenvío, la mayoría de los cuales operaban en el siglo XIX. Algunas ciudades y sus agentes, como señaló Ken Rowe :
- Acapulco: Foster; Chicos y Doty; PMSS Co.
- Guaymas: Robinson
- Matamoros: Erhard, Putnam & Co; Uhde & Co.Carta sin estampillas, valorada en 3 reales enviada en 1852 de Parral, Chihuahua a la ciudad de Chihuahua.

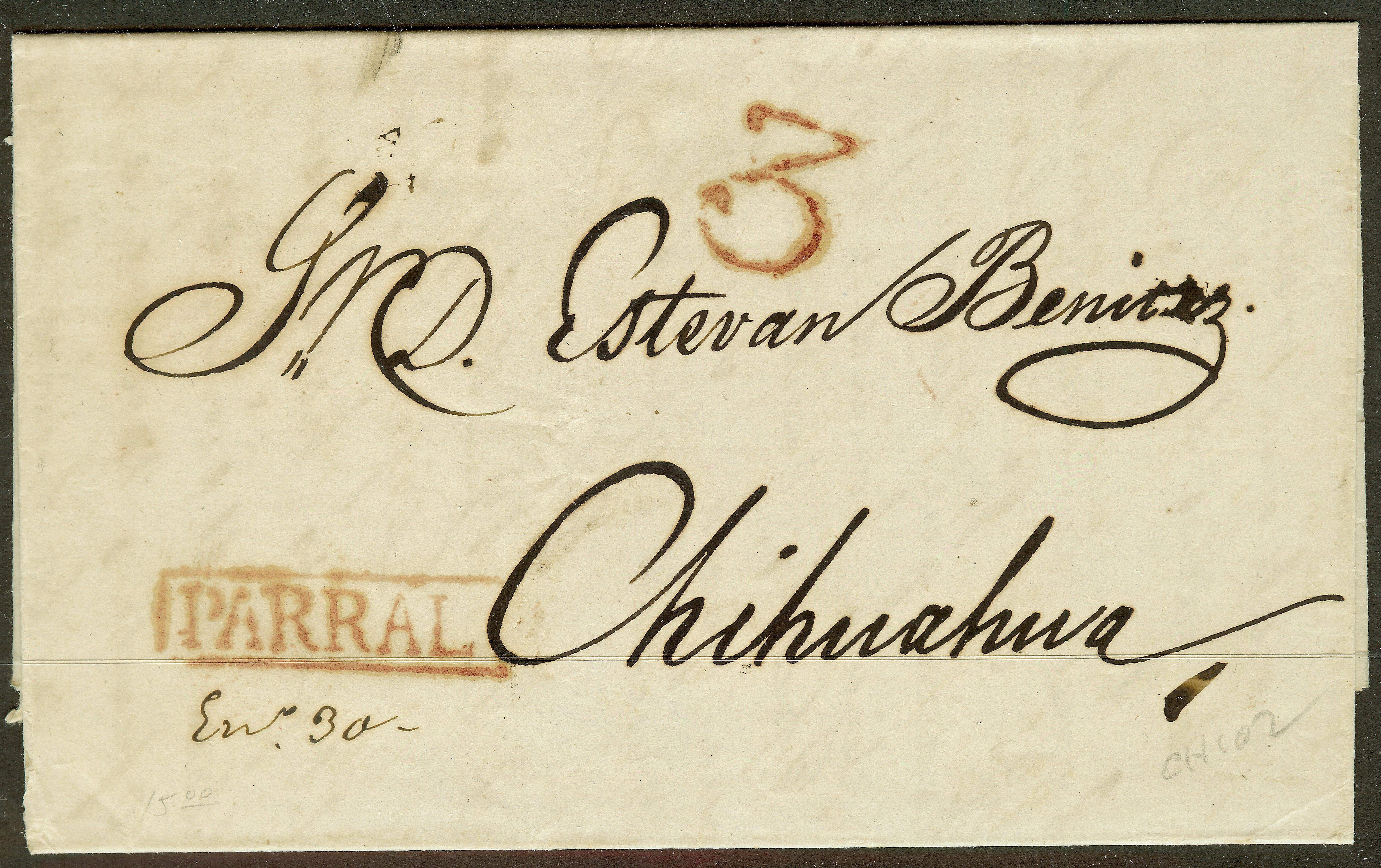
Carta sin estampillas, valorada en 3 reales enviada en 1852 de Parral, Chihuahua a la ciudad de Chihuahua.

- Mazatlán: Copman y Lomer; Kennedy; Talbot, Parrot (cónsul de los Estados Unidos); Scarborough & Co.; Smith & Mason
- Ciudad de México: Sengstack & Schutte; de Drusina & Co.
- Monterrey: Bach Schonfeld Y Ca.
- Tampico: Baumbush, Magnus & Co.; Droege Y Ca.; Hohls, Muller & Co.; Montluc
- Vera Cruz: Braune, Busing & Co.; Hargous Hoffman y D'Oleire; Manning Basildon & Co.; Manning, Marshal & Co.; Martínez, Perret y compañía; Herrero

## Época Clásica

### Primera emisión
Se conoce como época clásica de la filatelia mexicana, a la comprendida entre 1856, año de la primera emisión de estampillas, al año de 1882, concretamente hasta la emisión de cuatro estampillas postales conocidas como del servicio exterior, emitidas el primero de julio de 1882, en colores verde oscuro, con un valor facial de 2 centavos; en carmín oscuro, con valor de 3 centavos; en ultramarino, con valor de 6 centavos y en azul, con valor de 6 centavos también. Se trata de un grabado realizado por José Villegas, quién dirigió la imprenta del Gobierno. En esta edición, la estampilla no tiene perforaciones y la palabra México se escribe con j. 

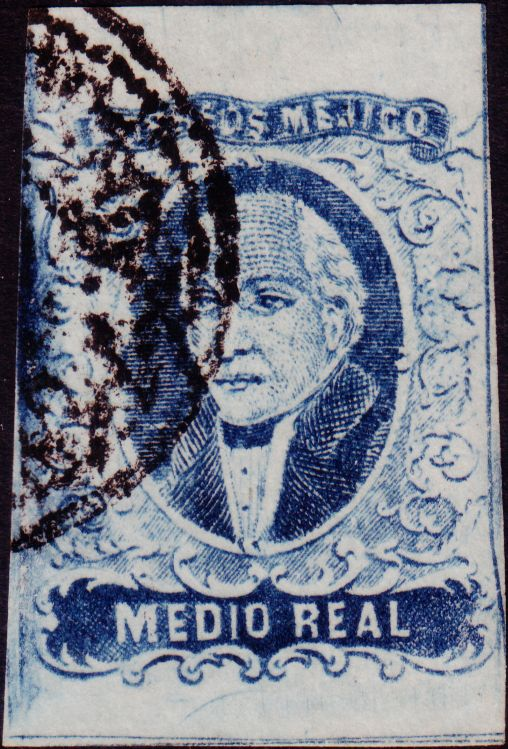
Primera estampilla posta de México independiente, medio real, 1856
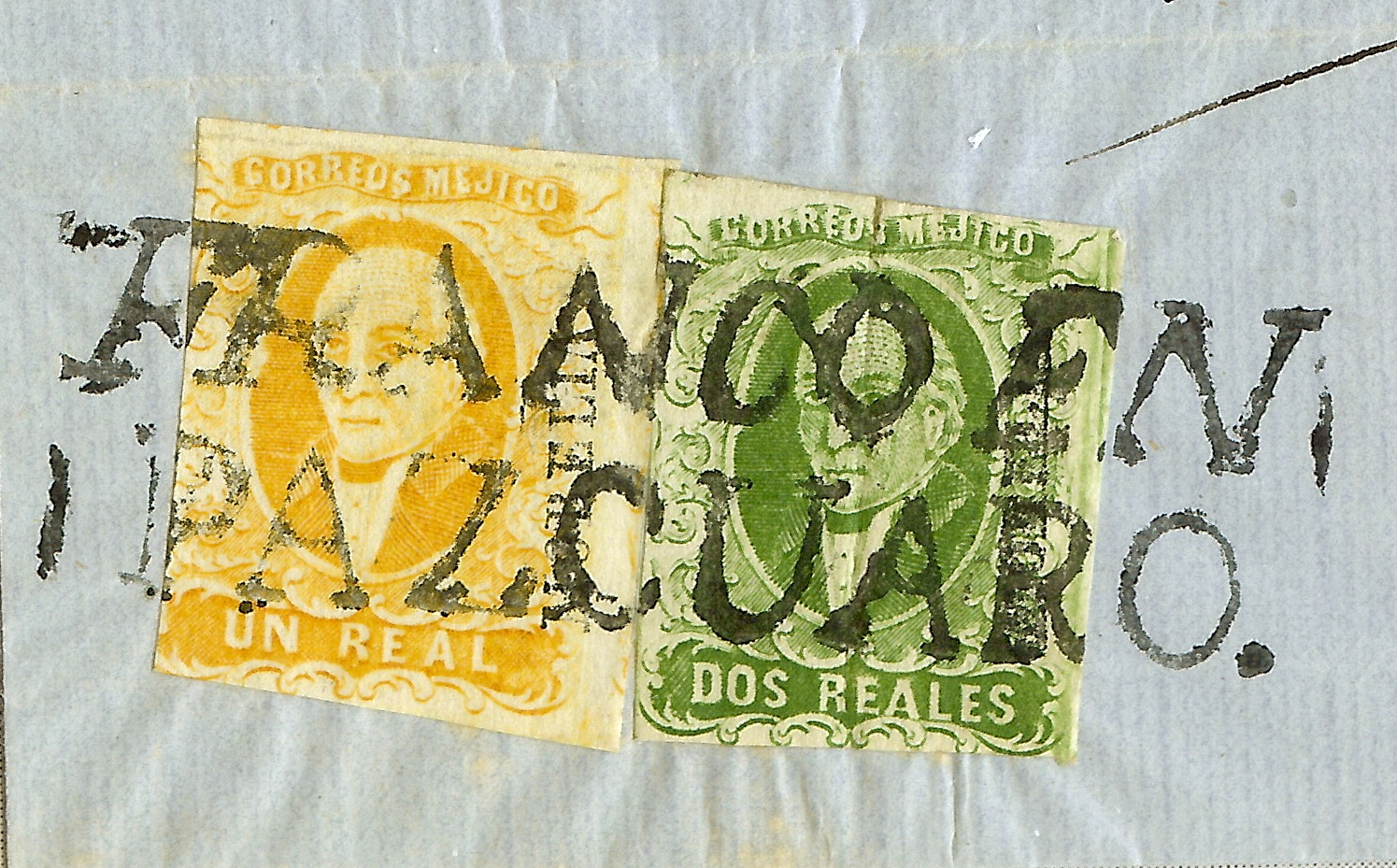
Un real y dos reales 1856, con Morelia sobreselloPátzcuaro
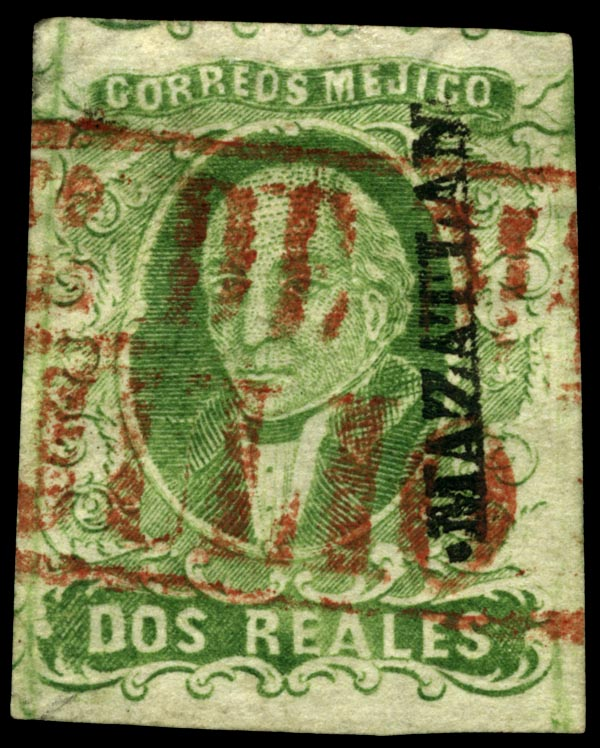
Dos reales 1856, Mazatlán
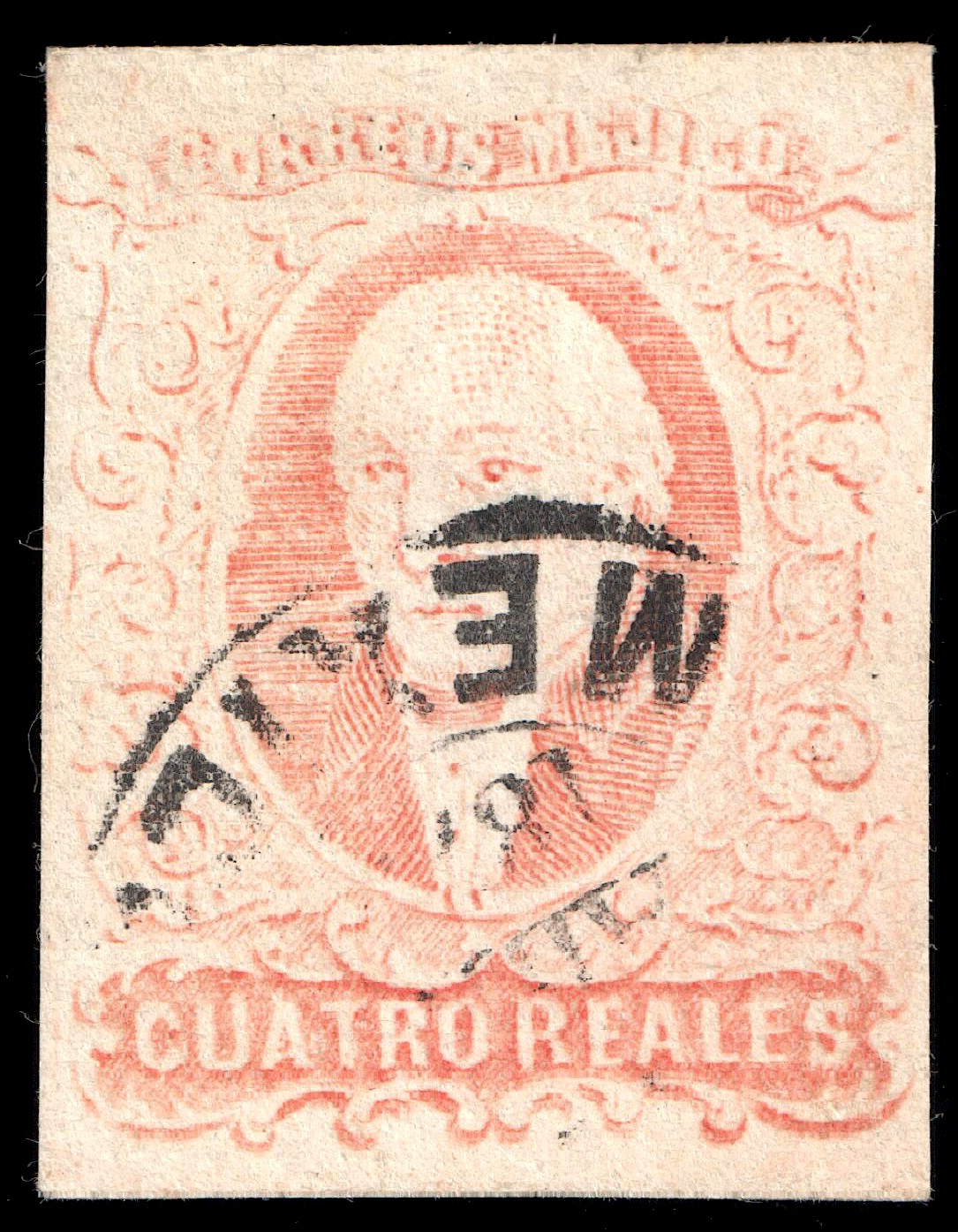
Cuatro reales 1856
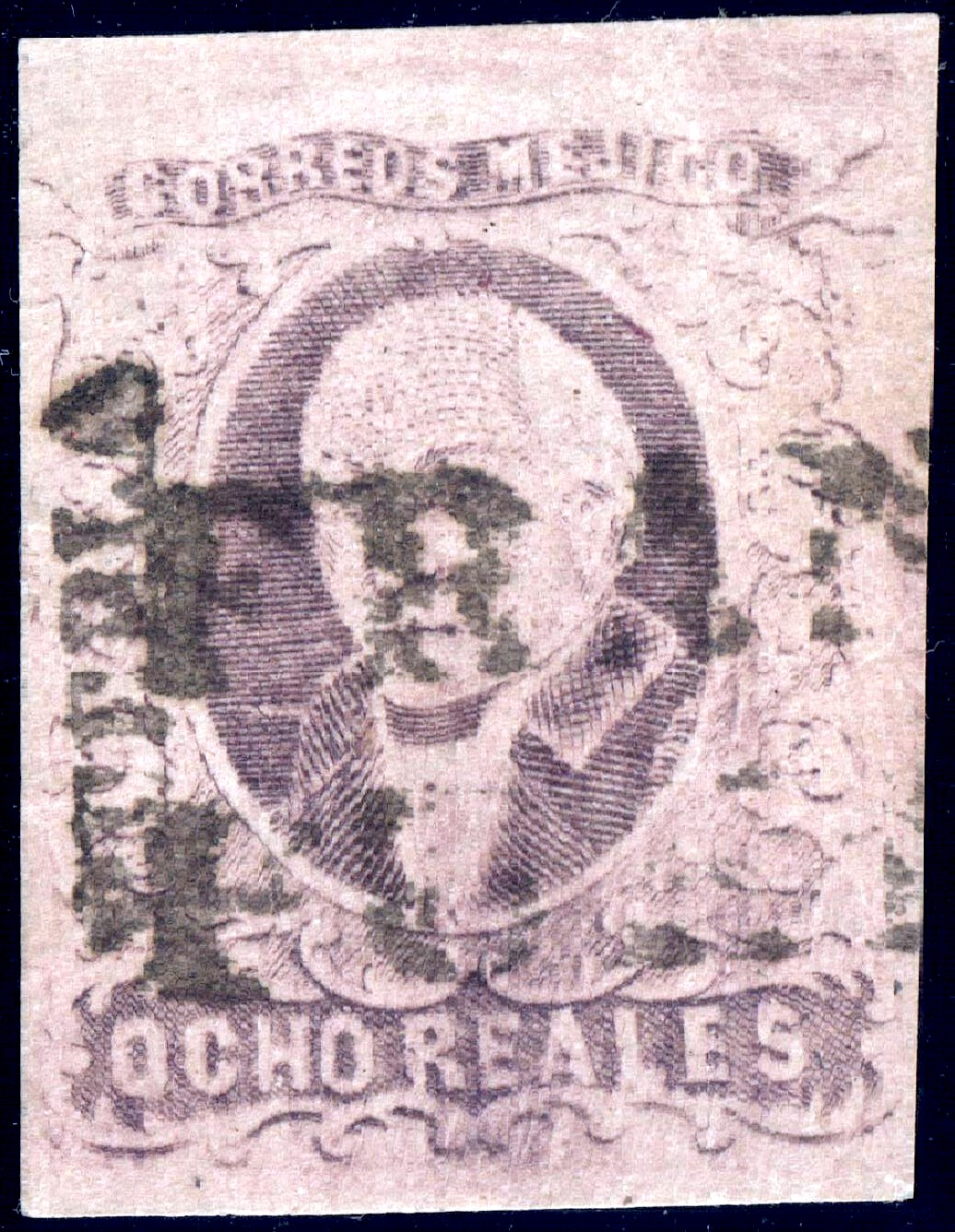
Ocho reales 1856, Puebla

Durante este periodo encontramos las estampillas postales mexicanas de más valor a nivel mundial, debido a la modalidad que se estableció. En aquel tiempo el correo mexicano contaba con 53 oficinas principales y como una medida de seguridad se dispuso que a cada remesa de estampillas que llegara a cualquier oficina, se le colocara encima la marca con el nombre de la correspondiente oficina, llamándosele a esta sobreimpresión Distrito, lo que identificaba su procedencia. De esta forma encontramos Hidalgos, por citar un ejemplo, con la marca de Oaxaca, San Luis Potosí o Mazatlán.

En esta época aparecen, por primera vez en la historia de la filatelia mexicana, las estampillas provisionales que, a falta de éstas, las administraciones principales las emitían con carácter provisional. La primera en salir a la luz pública, curiosamente en el mes de octubre del mismo año de 1856, fue la de la administración de Tlacotalpan, con un valor de medio real, impresa a mano, de color negro sobre fondo blanco.

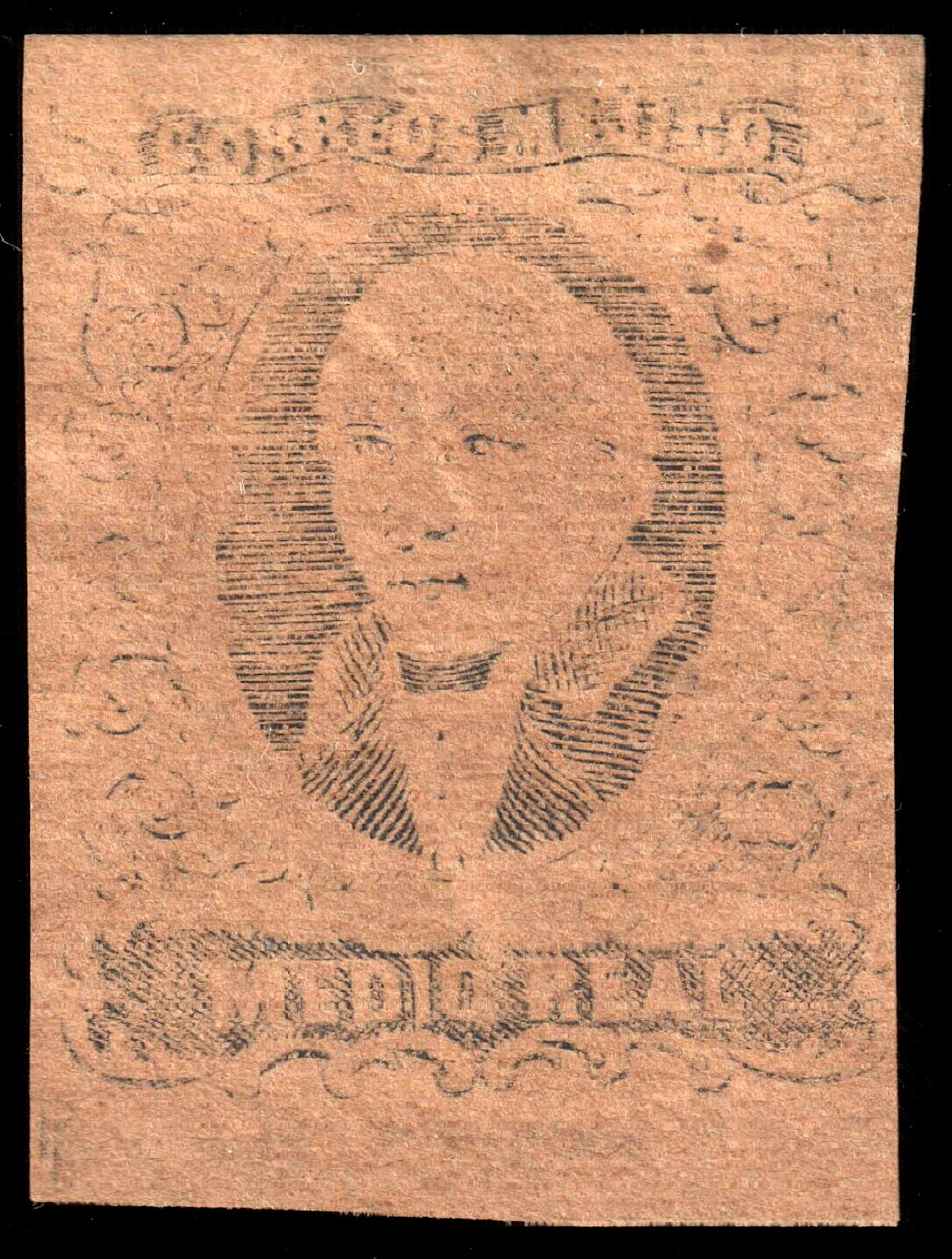
Medio real 1861
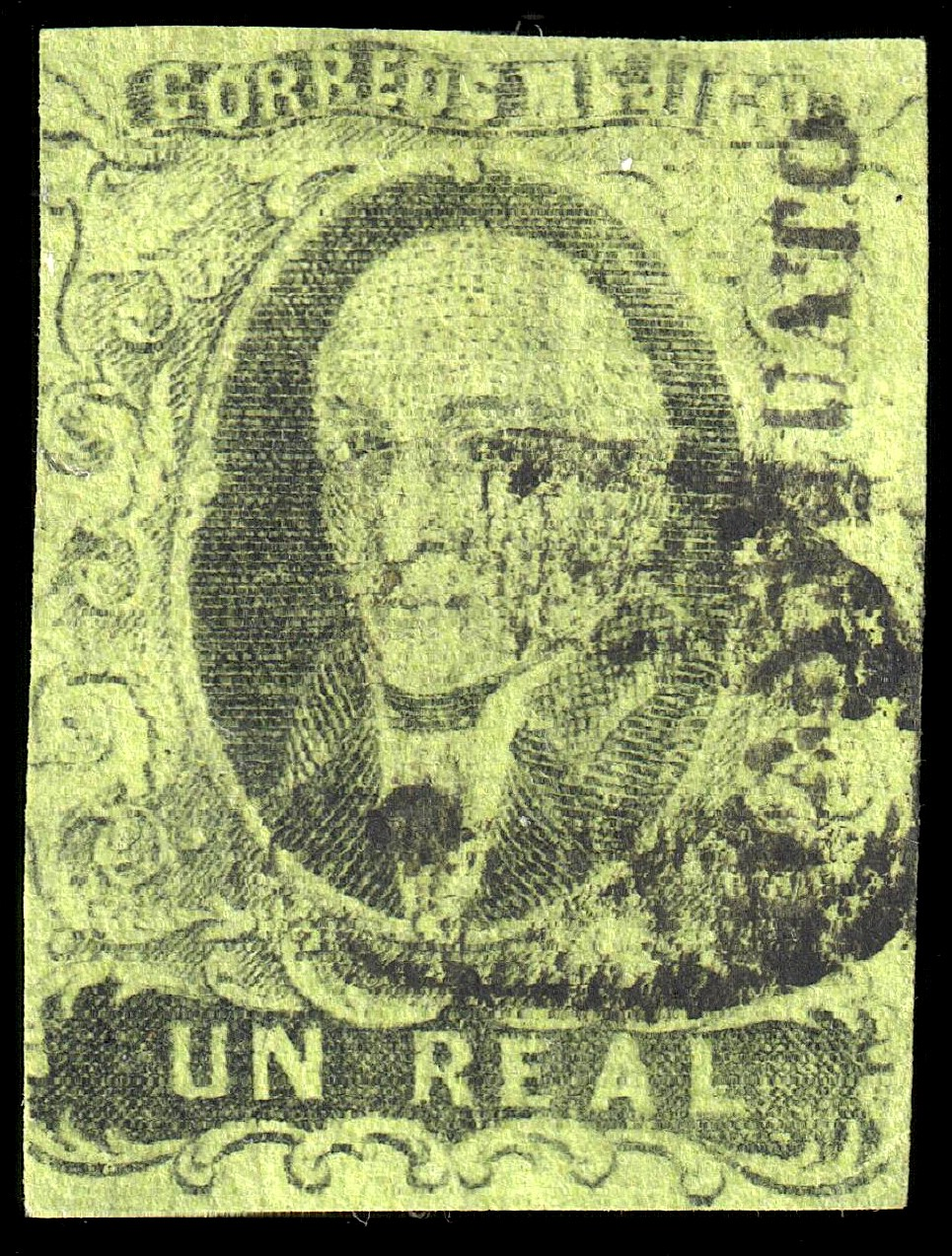
Un real 1861
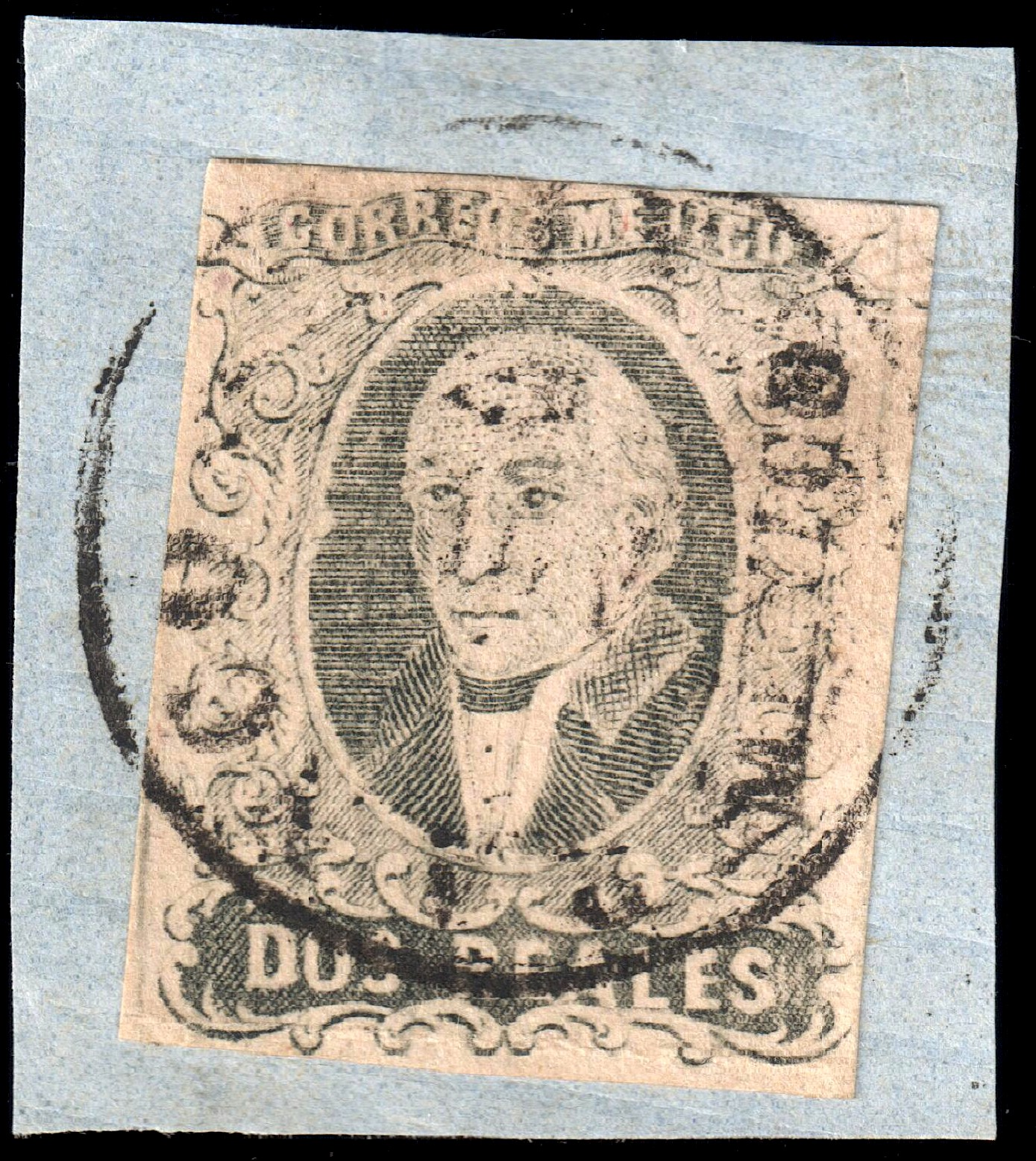
Dos reales 1861
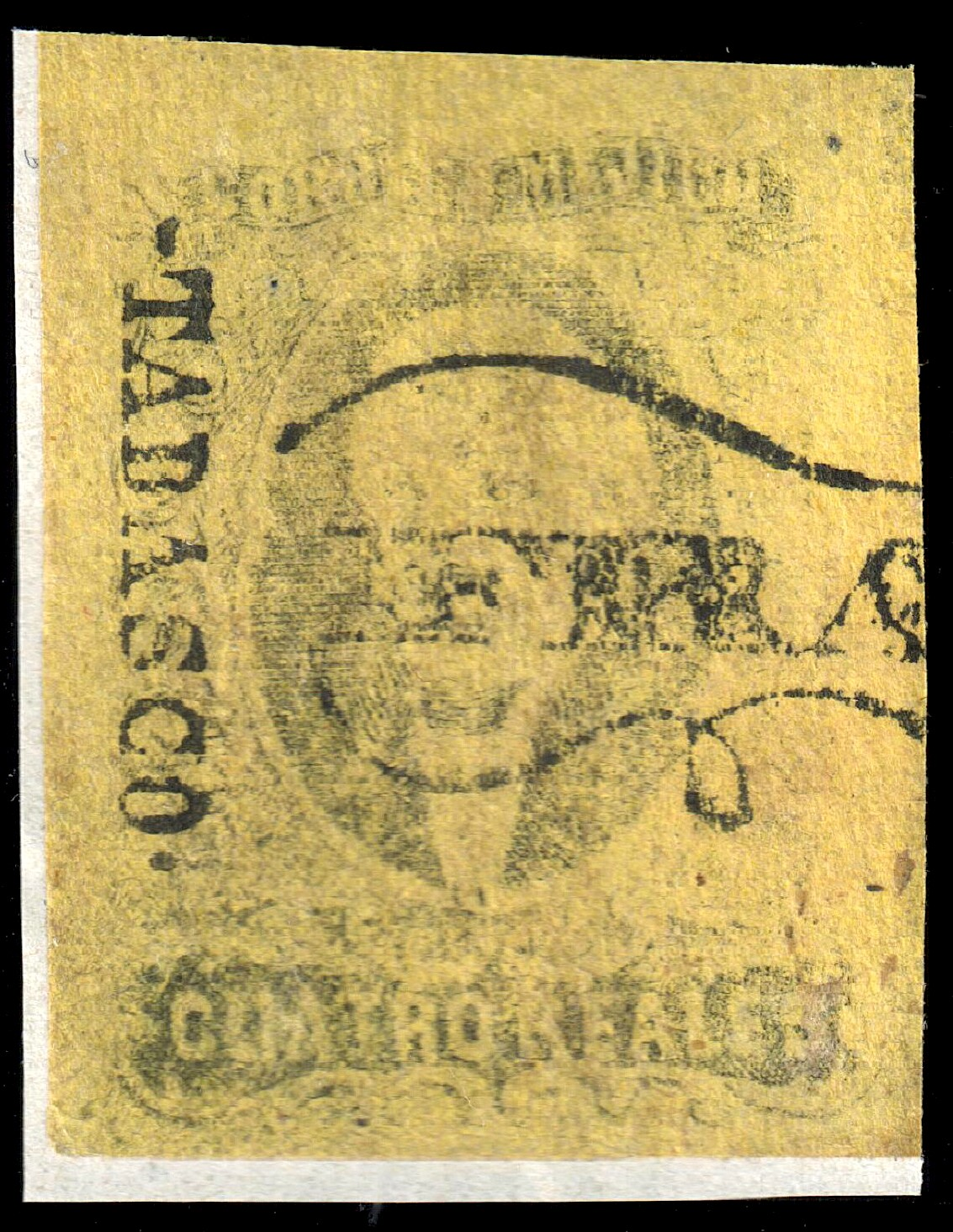
Cuatro reales 1861, Tabasco
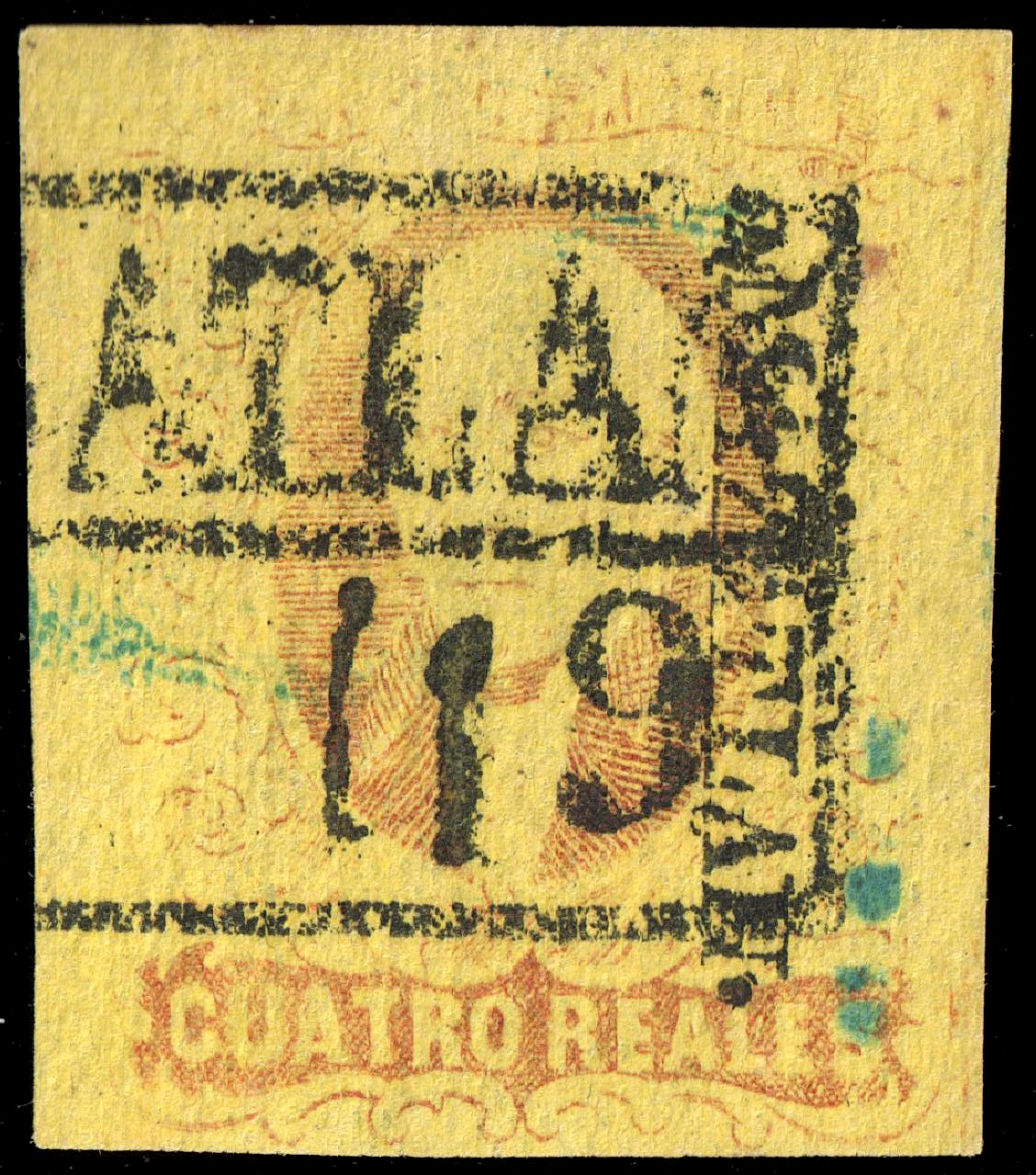
Cuatro reales 1861, Mazatlán
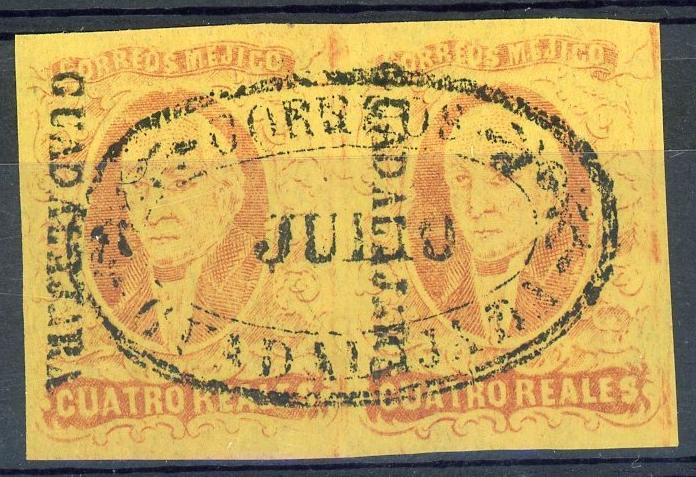
Cuatro reales 1861, Guadalajara y sello postal de julio
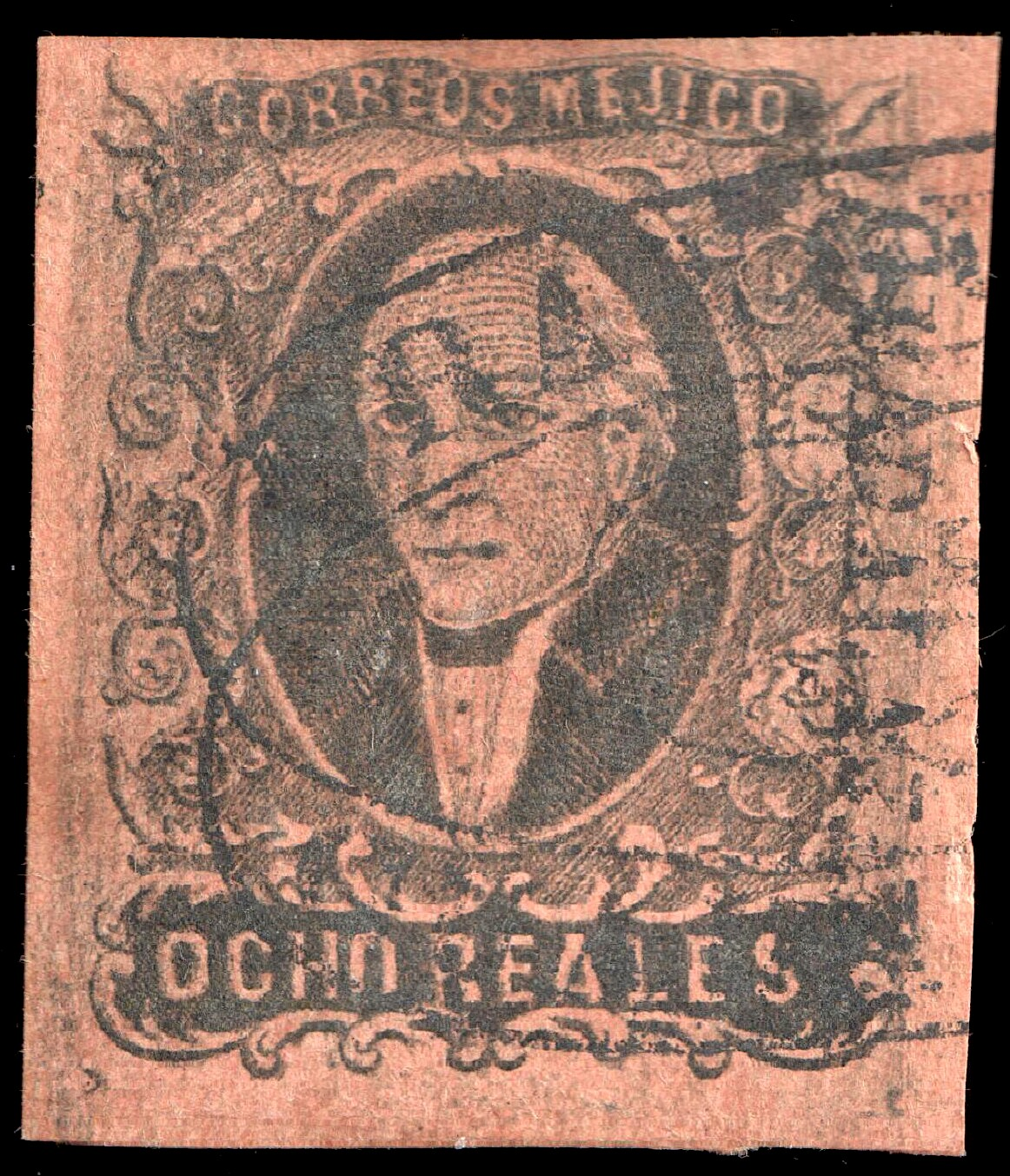
Ocho reales 1861, Guadalajara

### Segundo Imperio
Del 10 de abril de 1864 al 14 de mayo de 1867, durante el Segundo Imperio Mexicano, la emisión de estampillas postales fue cuidada con especial esmero y, desde el punto de vista filatélico se conservan valiosas piezas representativas de ese período. En particular se usa la efíge de Miguel Hidalgo estilizada y un poco similar a la estampilla de George Washington de 1851.

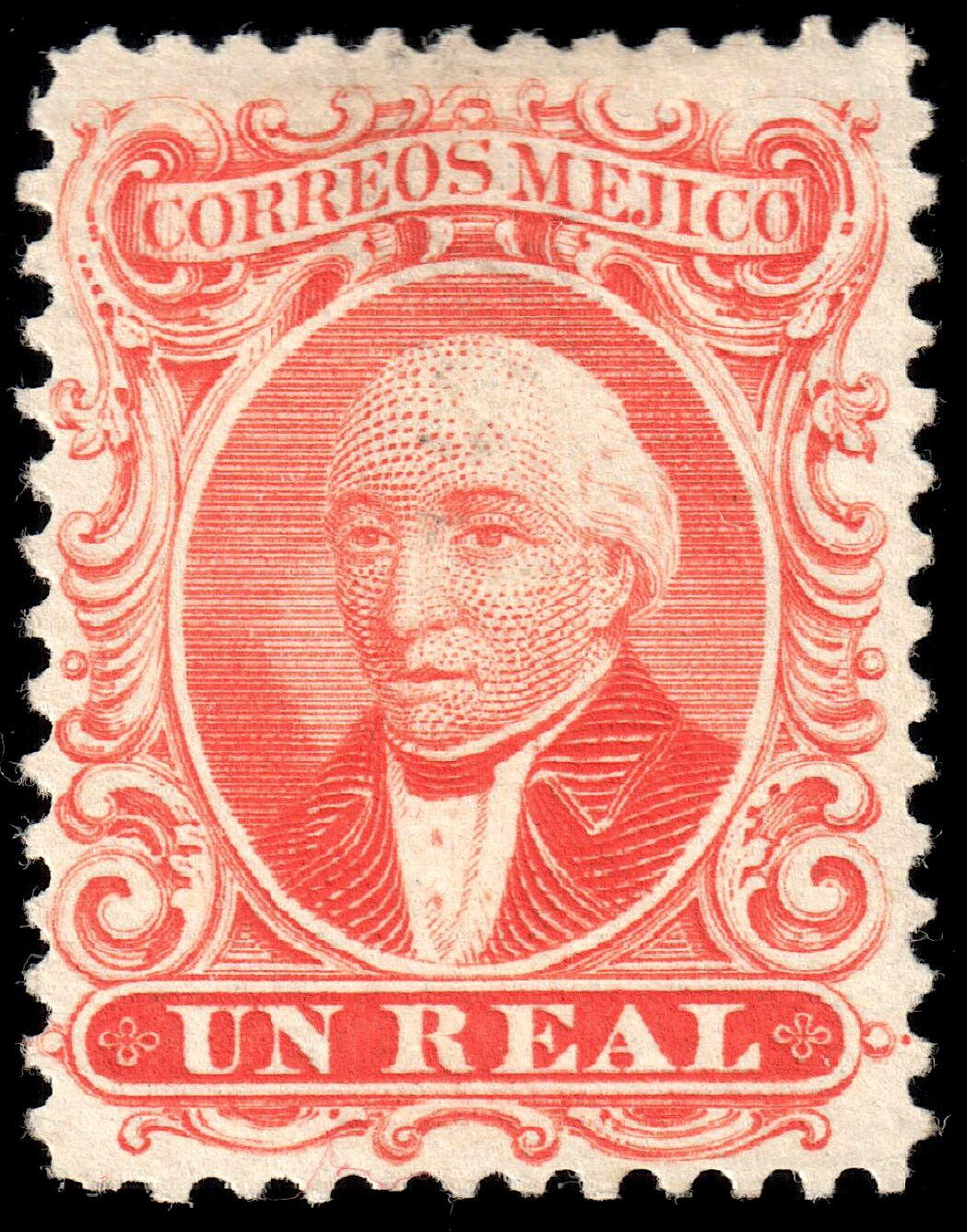
Un real
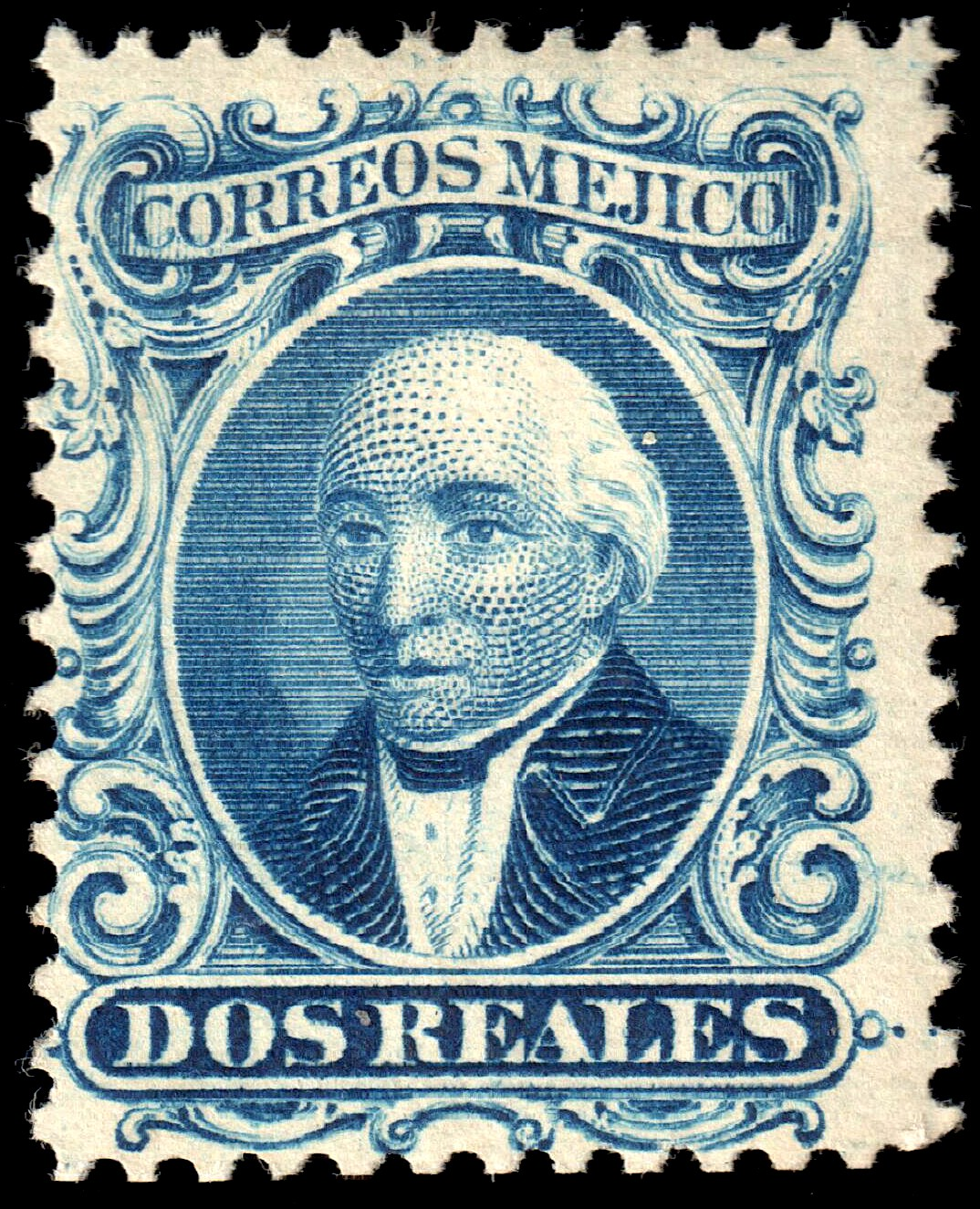
Dos reales
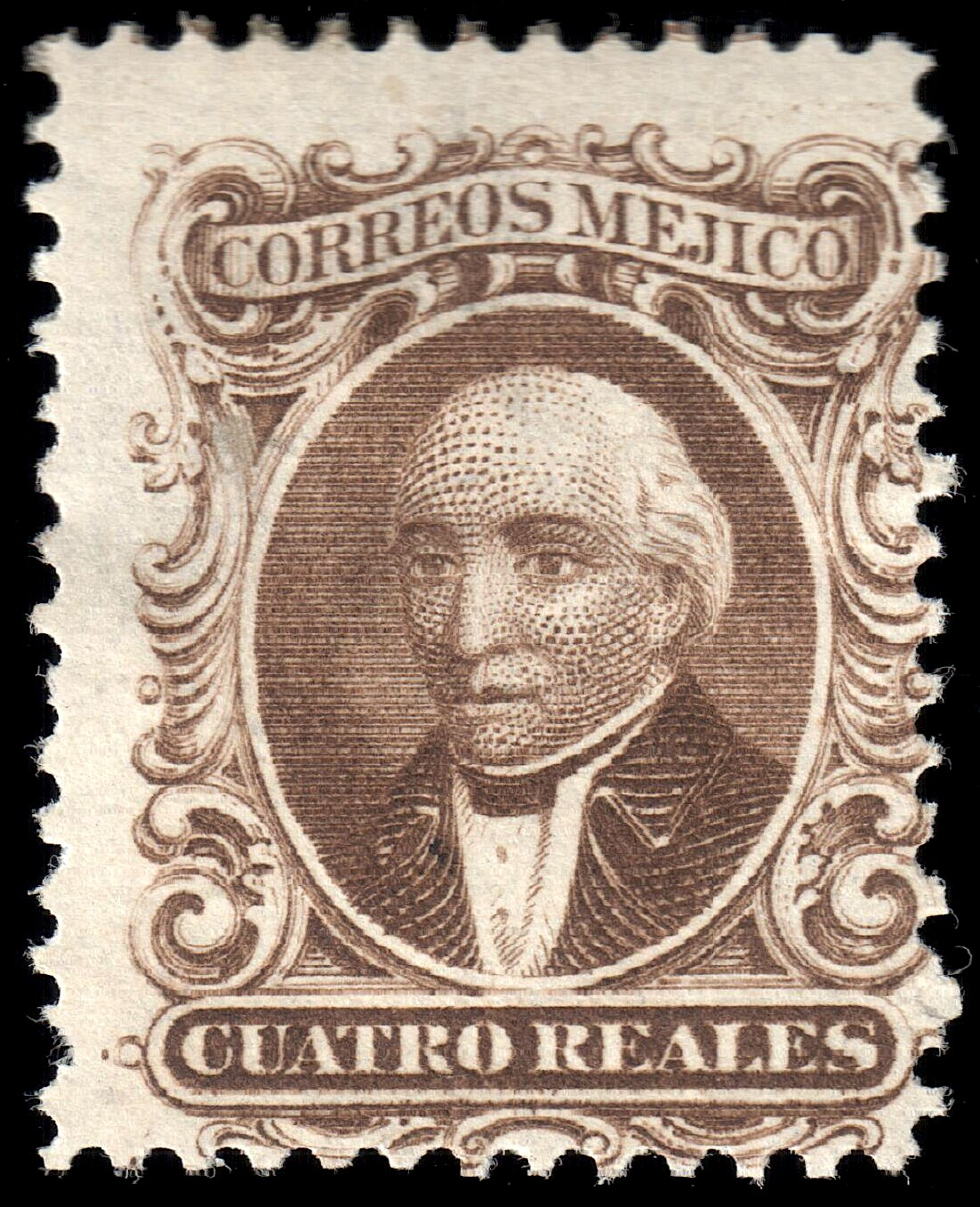
Cuatro reales
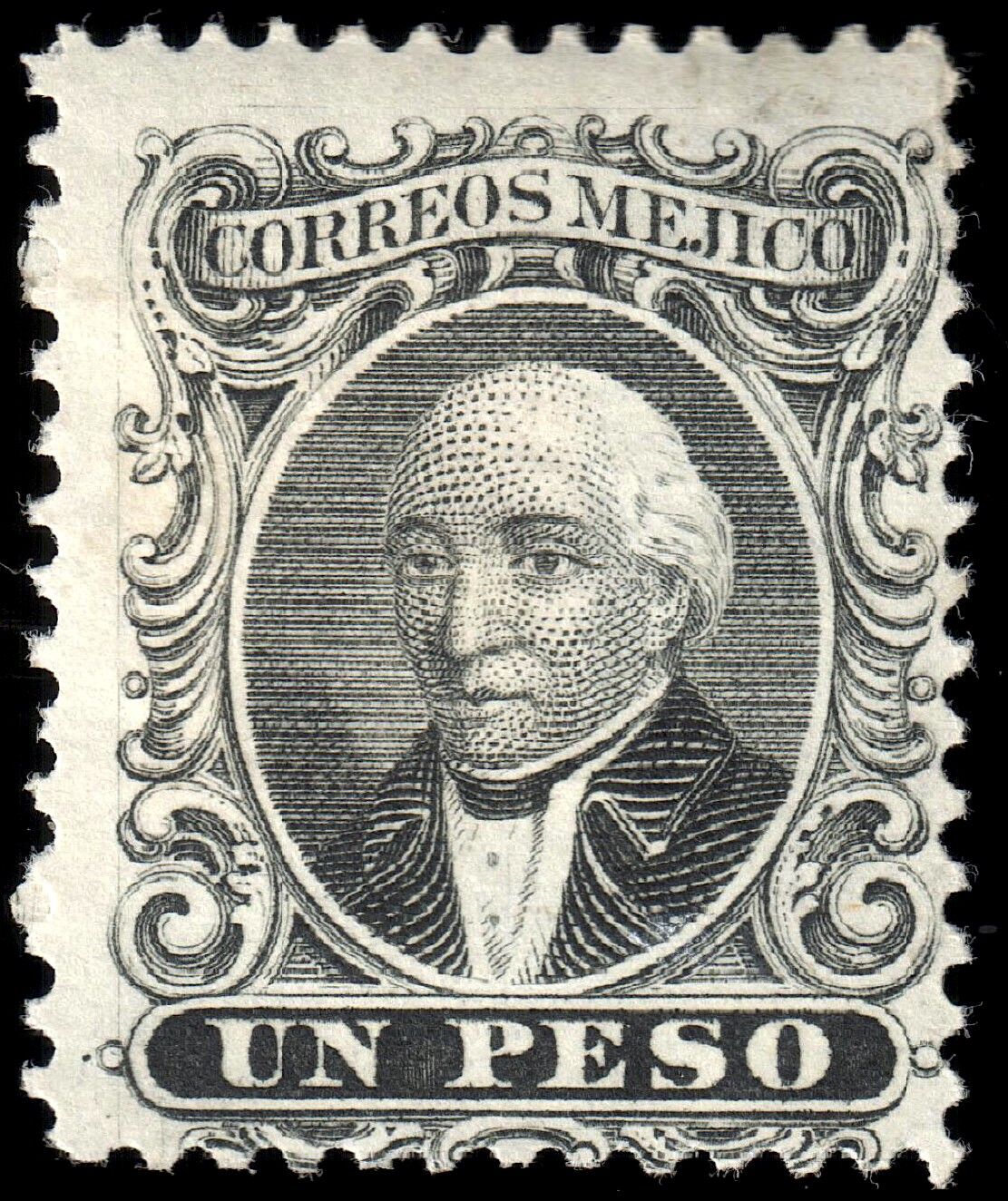
Un peso

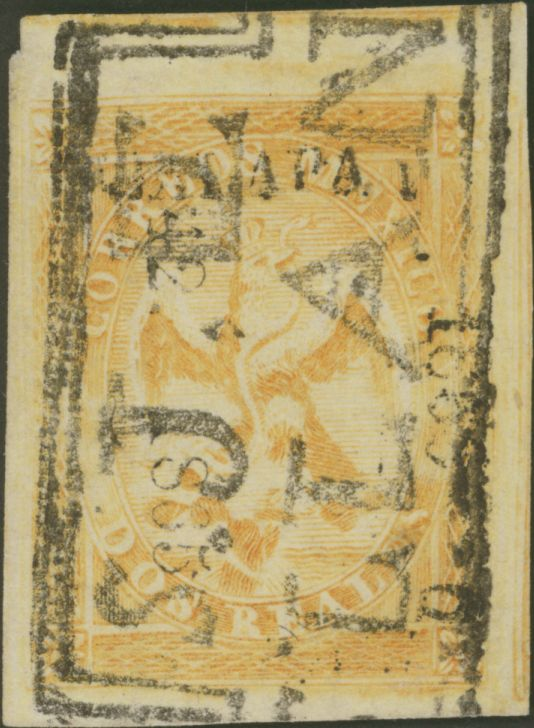
Aguilita del Imperio de dos reales, con sobresello de Jalapa.

A partir de 1864, se emitieron nueve estampillas conocidas como Águilas del Imperio en cinco diferentes períodos y con diferentes valores, en planchas de 100 estampillas.

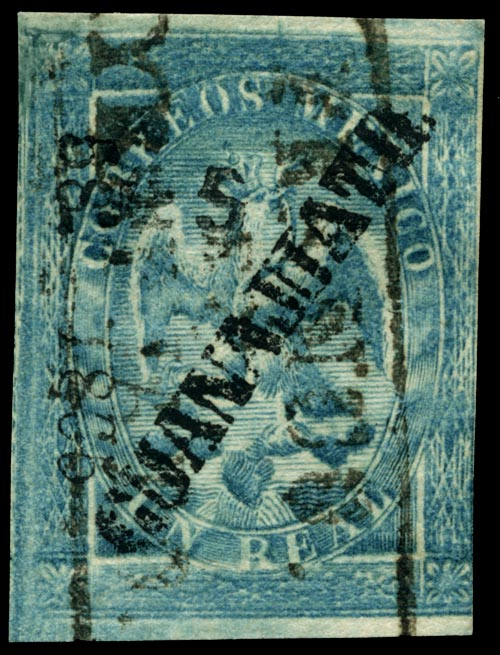
Un real 1864, Guanajuato
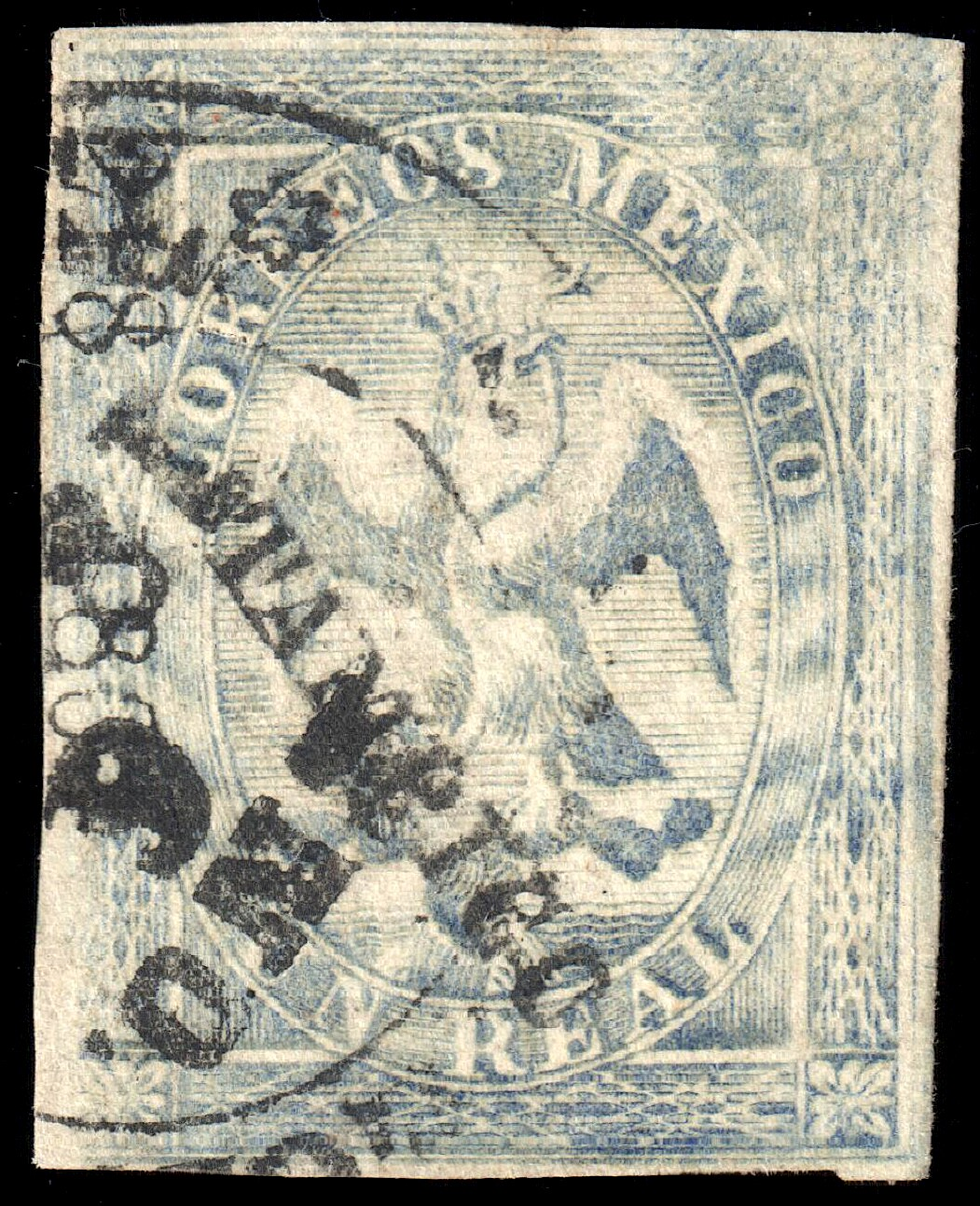
Un real 1864, Tampico
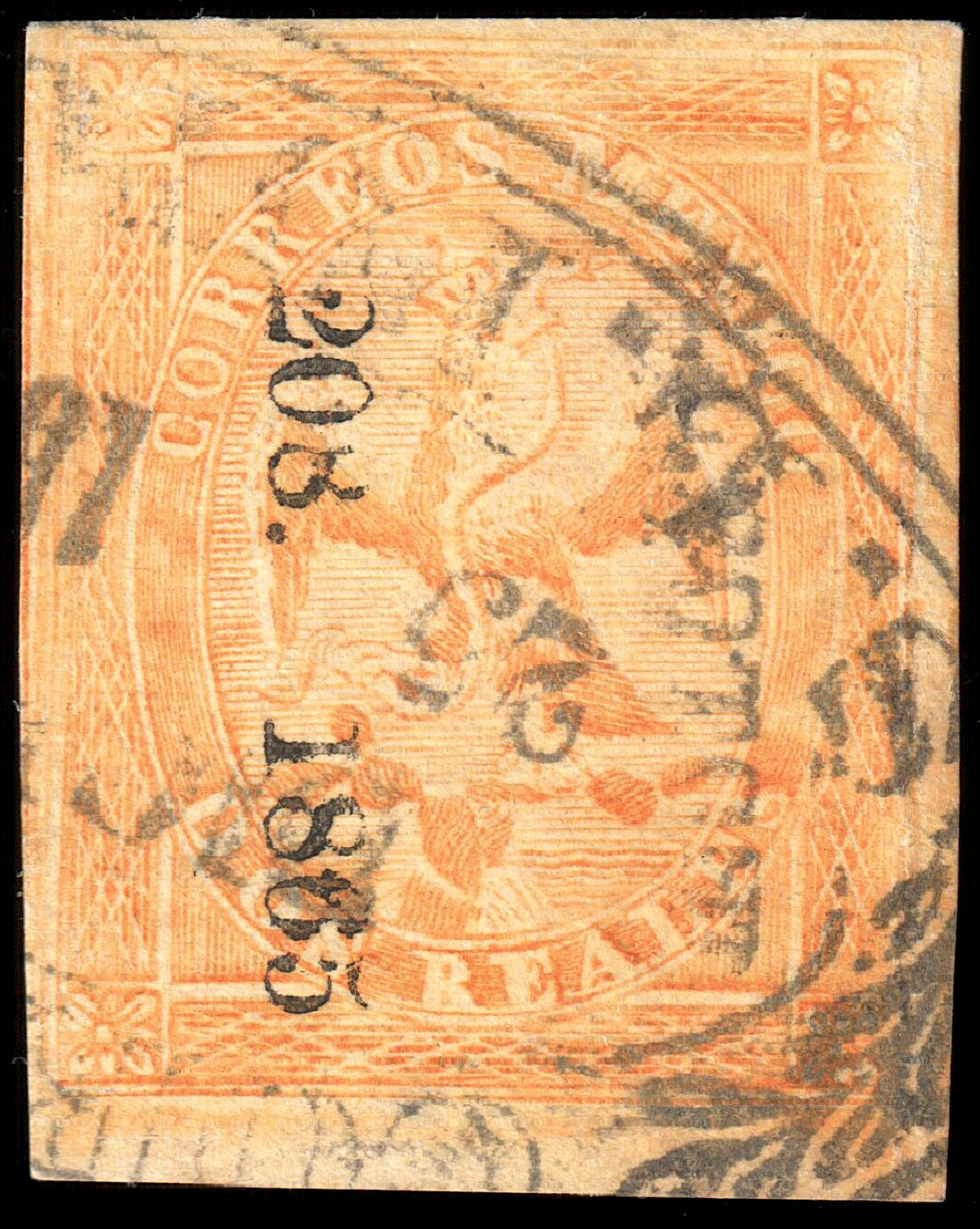
Dos reales 1865, San Luis Potosí
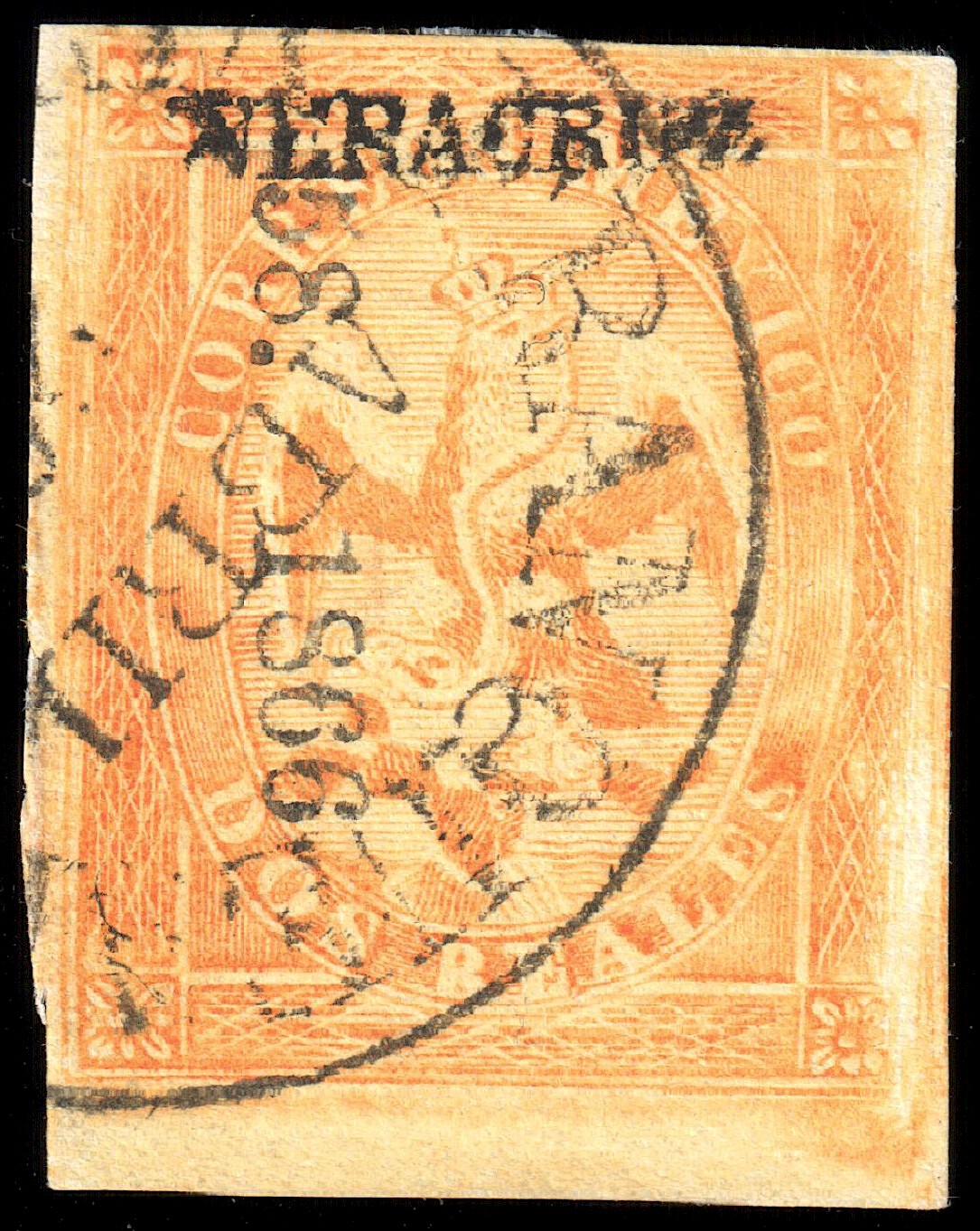
Dos reales 1866, Veracruz
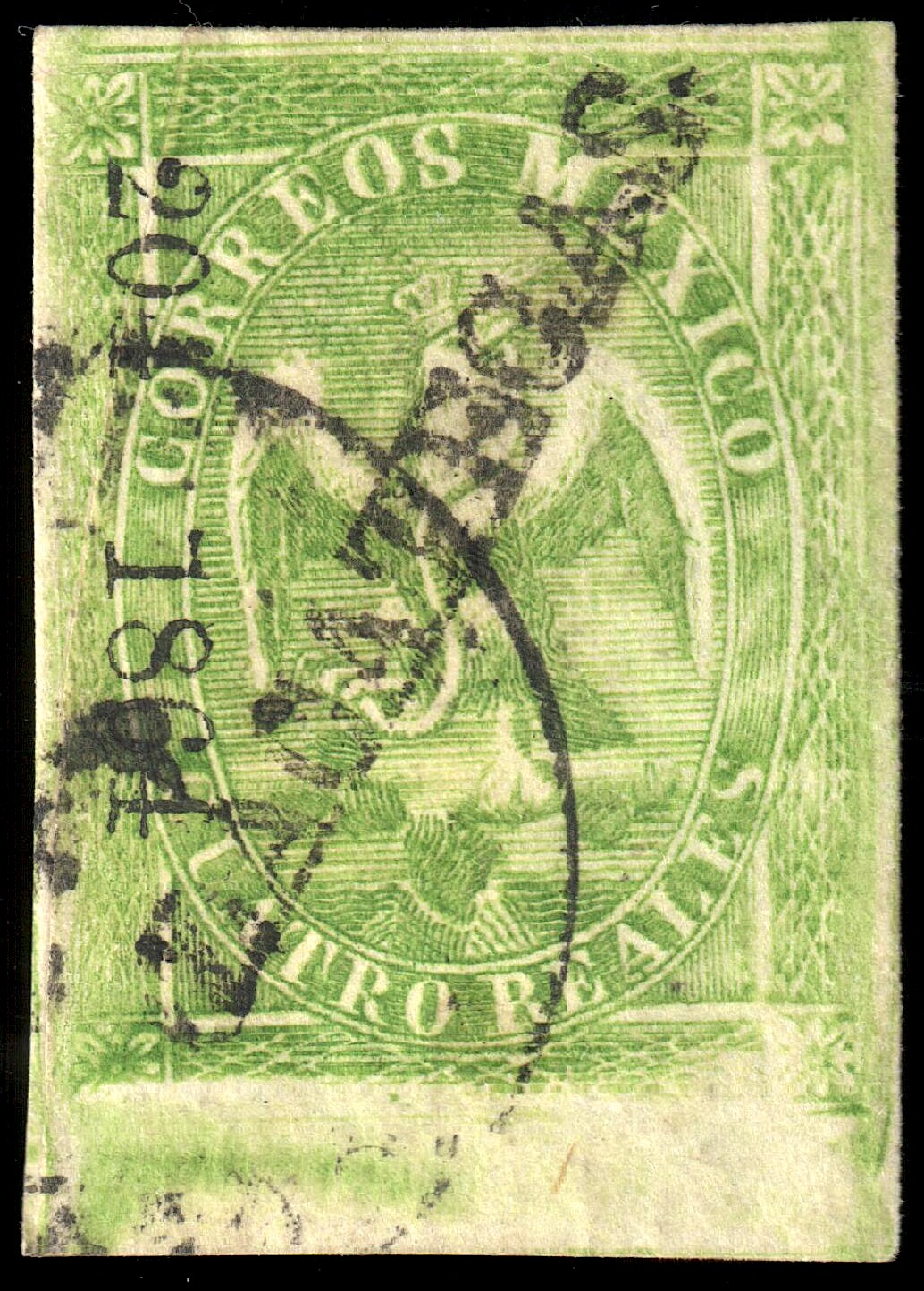
Cuatro reales 1864, Zacatecas
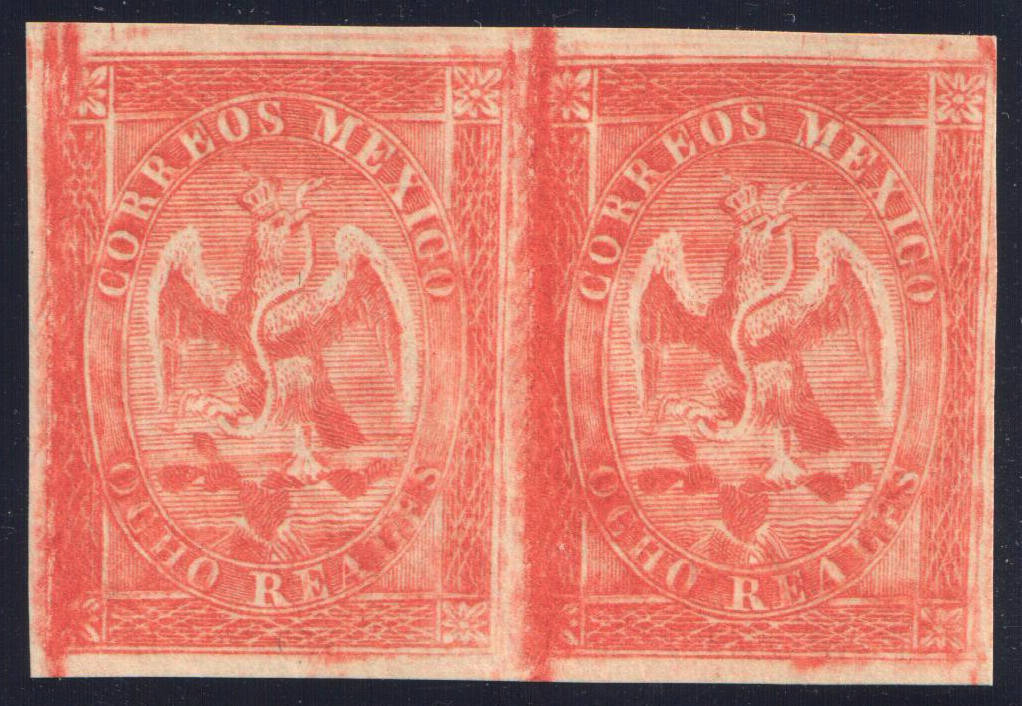
Ocho reales

En el caso de las estampillas que ostentan la efigie del Emperador Maximiliano de Habsburgo, se emitieron 12 diferentes variantes en 1866, ocho grabados y cuatro litografiados de varios colores y distinto valor facial. Las estampillas del Segundo Imperio Mexicano se caracterizan por ir sobremarcadas, aparte de lo ya establecido en los Distritos, con el número de la factura o envío, conociéndose a esto como consignación.

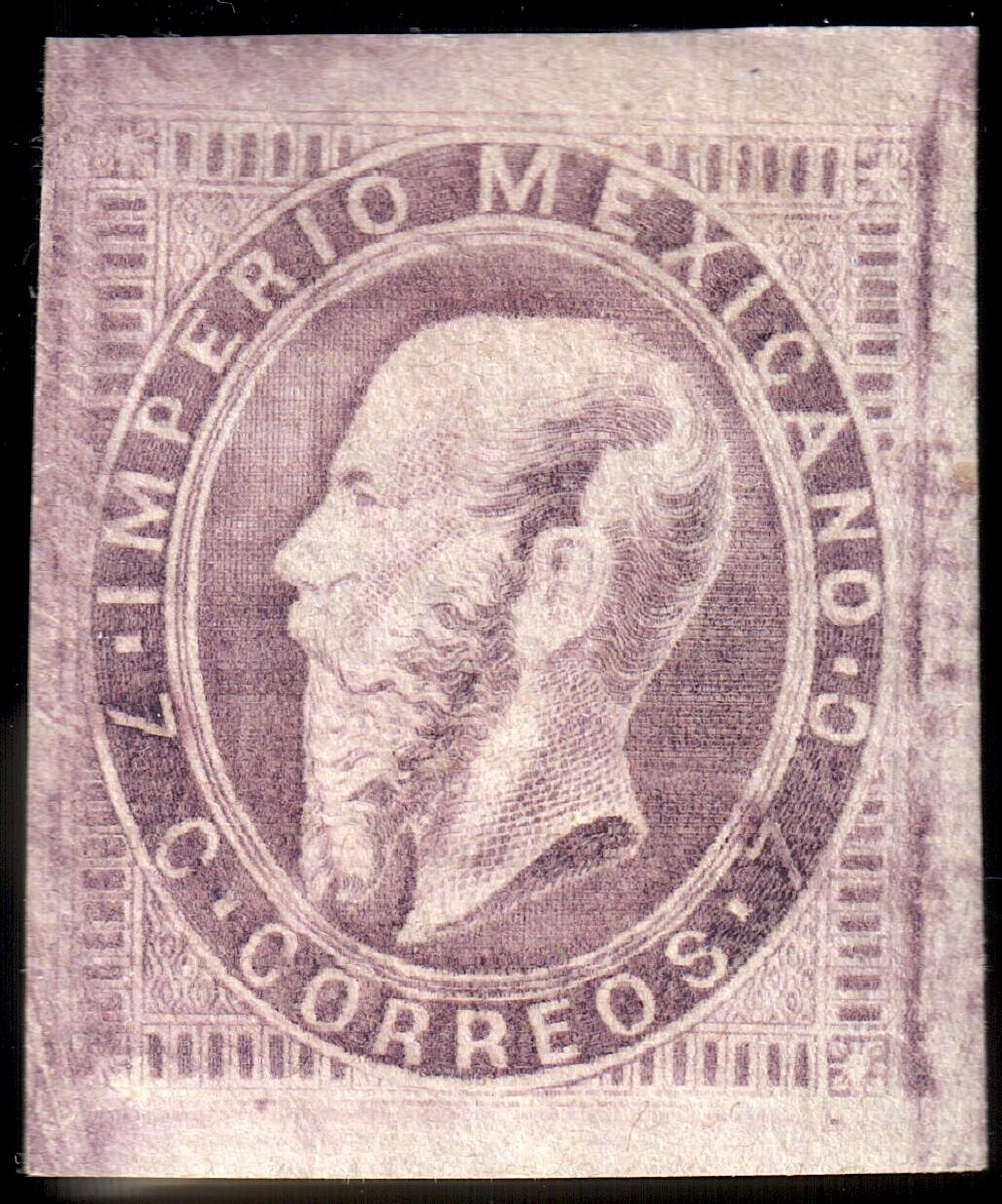
7c unused engraved
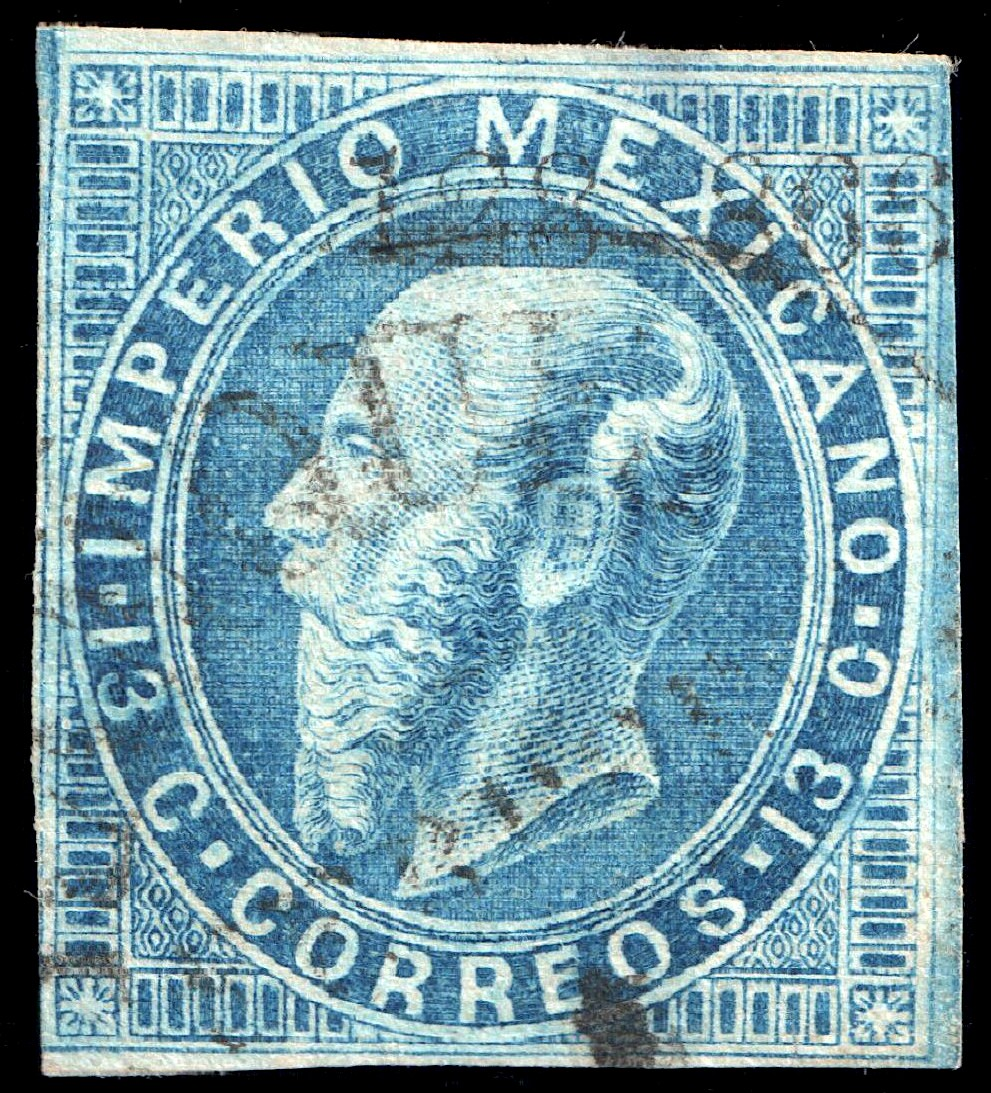
13c used engraved
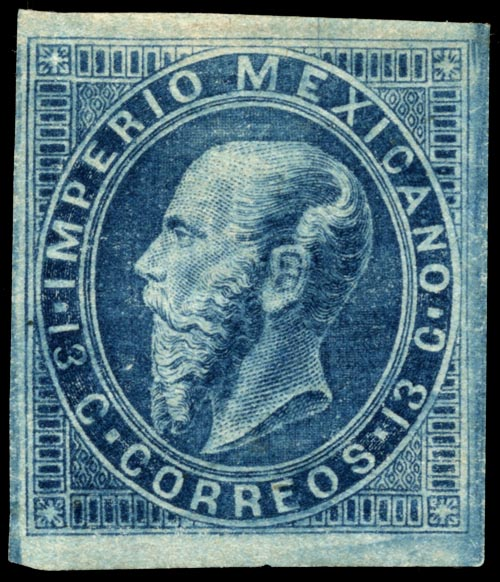
13c unused engraved
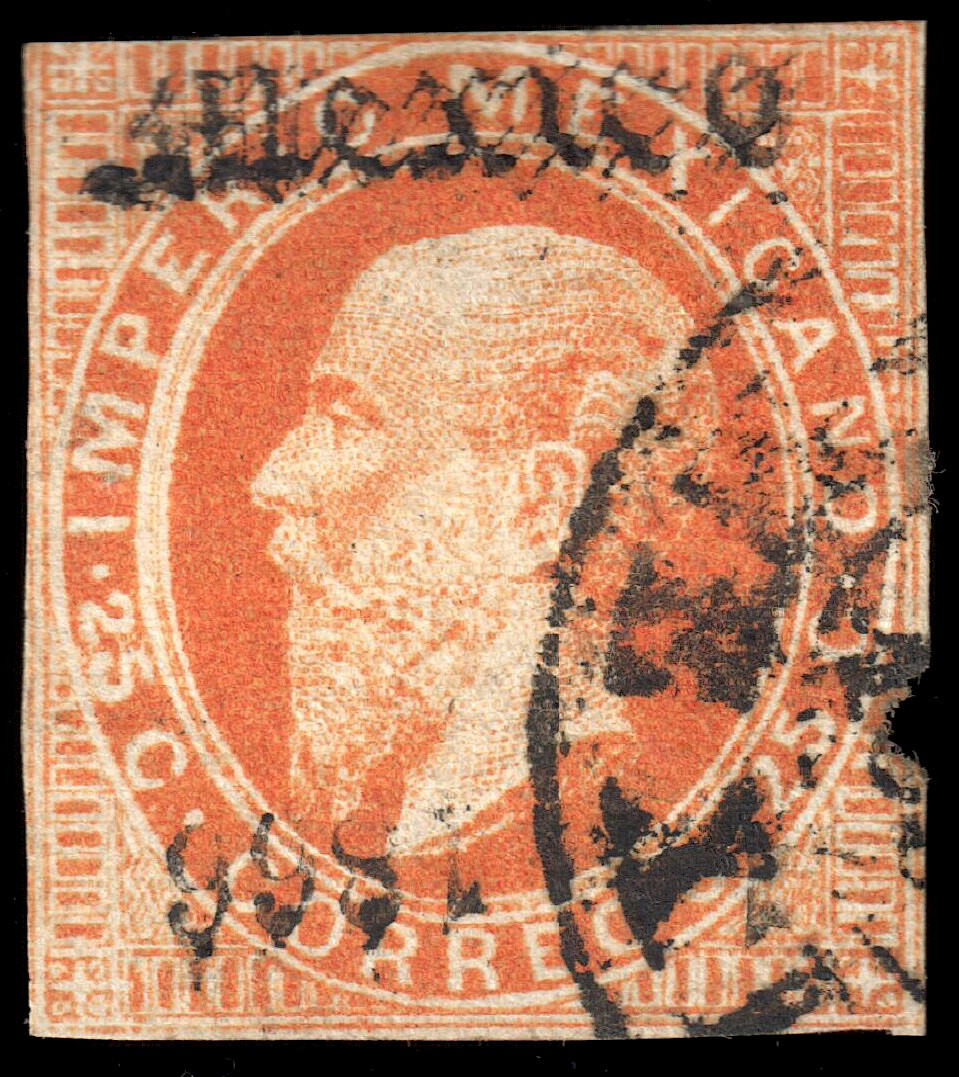
25c used lithographed
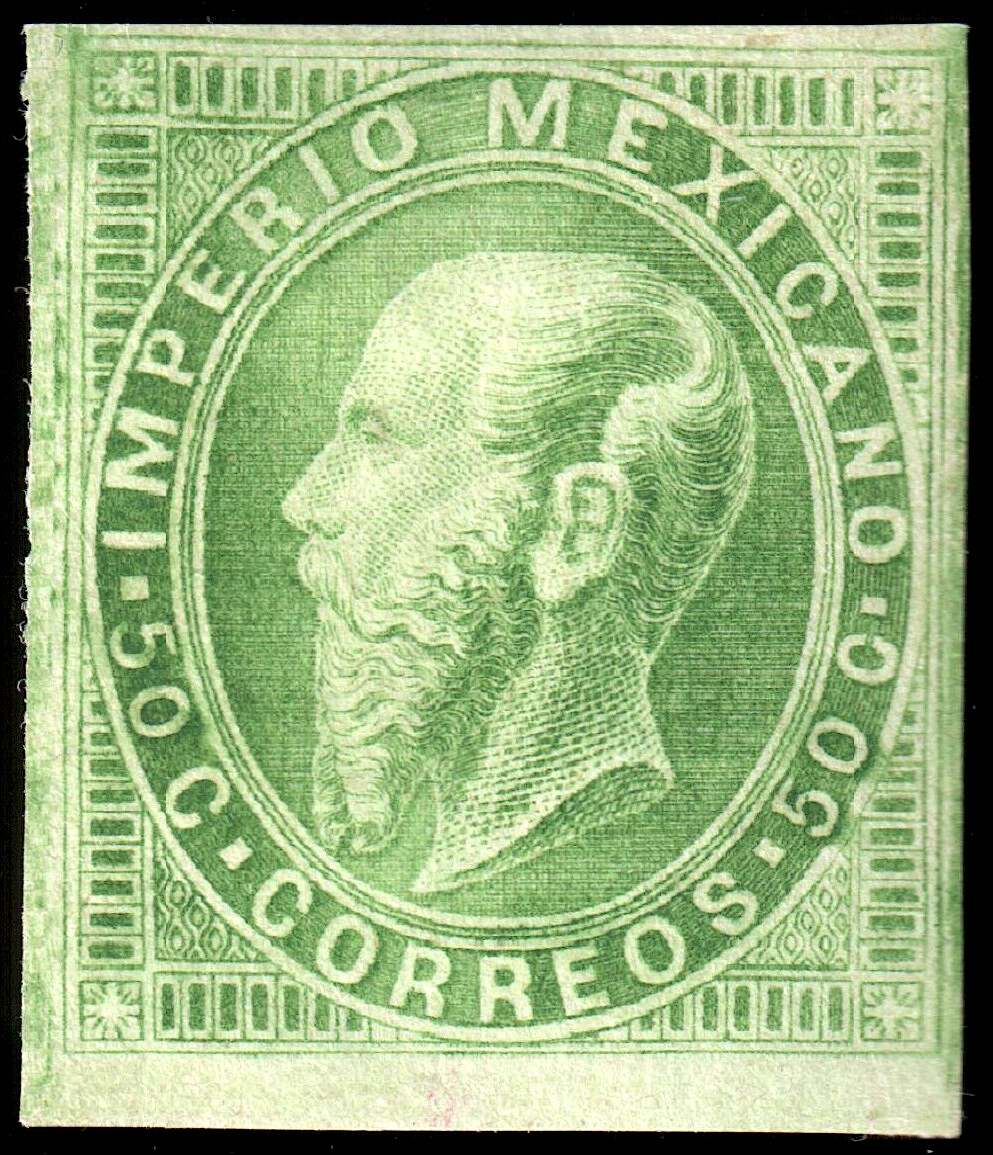
50c unused engraved

En esta época se emitieron 183 estampillas y destacan las de carácter provisional, emitidas en las postrimerías del Segundo Imperio y la restauración de la República, como las de las administraciones de Chiapas en 1866, la de Cuautla y Cuernavaca en 1867 y las de Guadalajara entre 1867 y 1868. Posteriormente, ya en 1872, destacan las estampillas provisionales de Chihuahua y las de Campeche en 1876. En este mismo período clásico, son importantes las estampillas conocidas con el nombre genérico de Porte de Mar. La emisión de las primeras ocho estampillas con la efigie de Benito Juárez, en 1879 fueron: de color café con un valor facial de un centavo, de color violeta con un valor de dos centavos, de color naranja con un valor facial de cinco centavos, de color azul con valor facial de 10 centavos, de color rosa con valor facial de 25 centavos, de color verde con valor facial de cincuenta centavos, de color violeta lila con valor facial de 85 centavos y el de color negro con un valor facial de cien centavos. Todas estas estampillas se emitieron en un principio, únicamente, para el uso en el franqueo de cartas hacia el exterior y se imprimieron en hojas de papel liso de cien estampillas cada una.

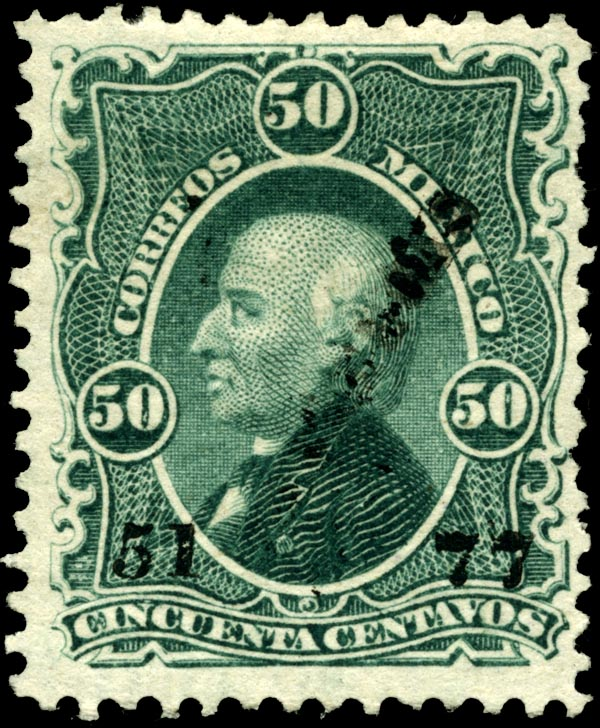
150c Hidalgo "Bank Note" 1874, with district name, invoice number (51) and year ('77)
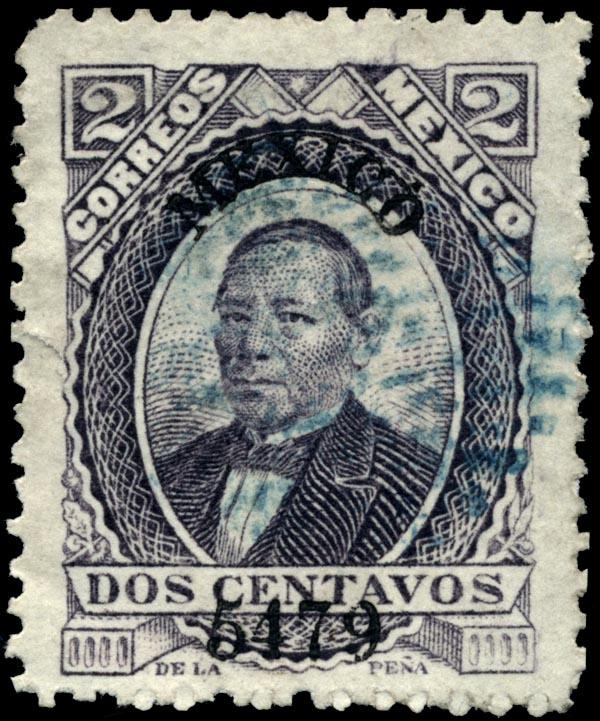
2c Juárez UPU issue 1879
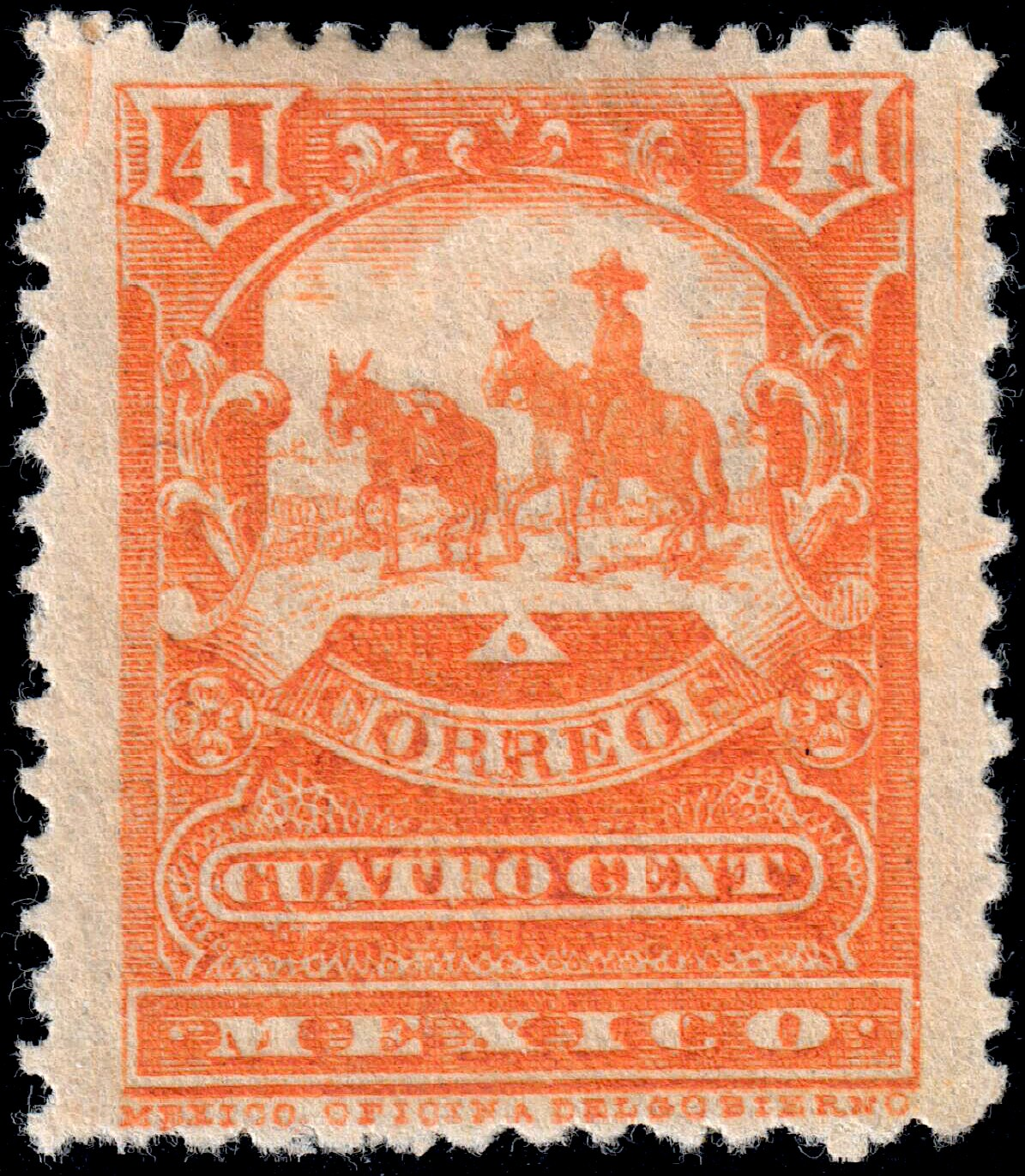
4c "Mulitas" issue 1895-1898
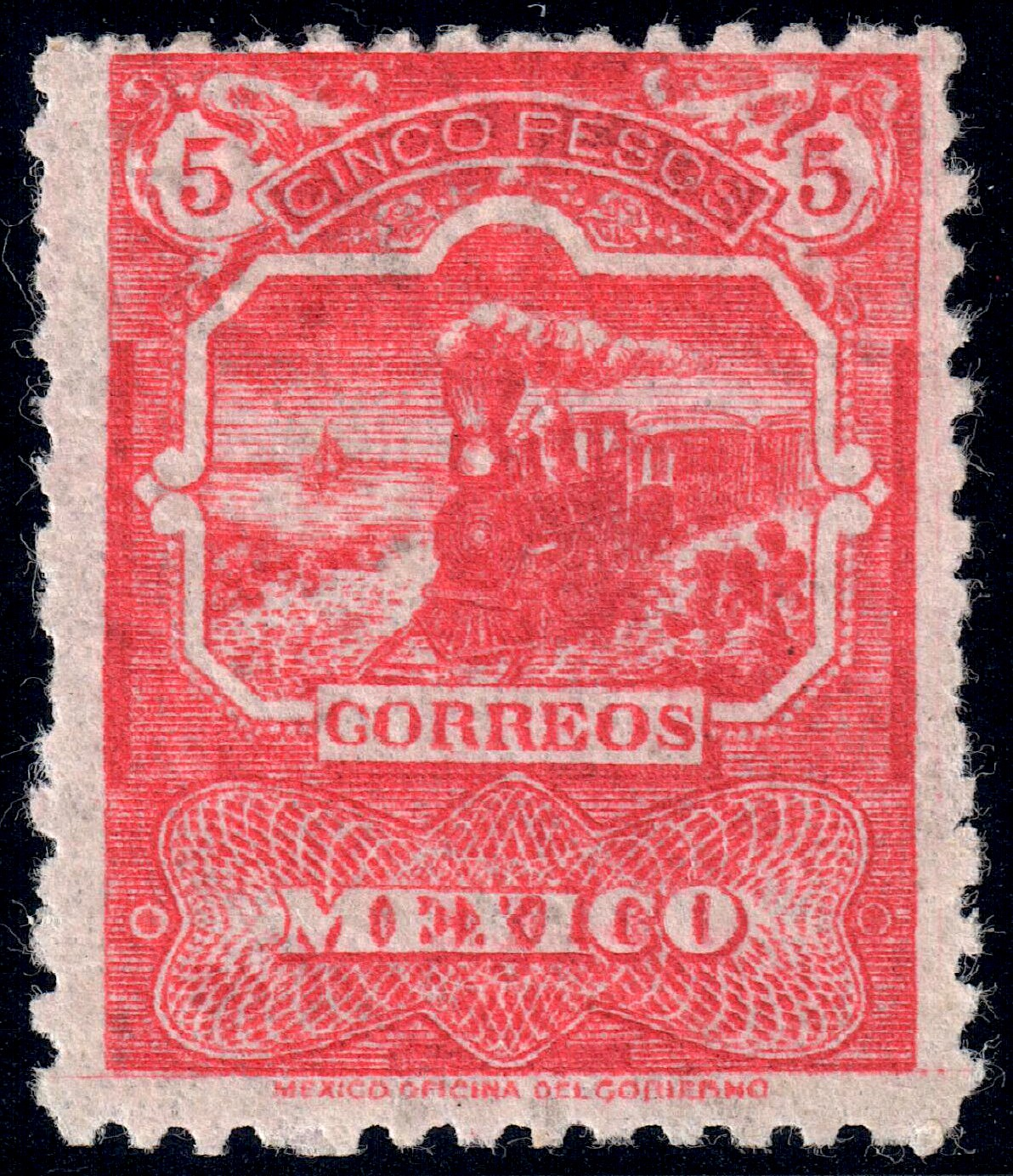
5p "Mulitas" issue 1895-1898

## Época antigua
En el año de 1882 con numerales en lugar de retratos de dos, tres y seis centavos de peso con la leyenda "Correos de México". Además, coincidiendo con el año de la publicación del primer Código Postal Mexicano en 1884, esta época se inicia con la impresión en grabado de 15 estampillas postales con el busto de Miguel Hidalgo, en diferentes colores y con distintos valores faciales que van de un centavo a diez pesos y con la característica muy especial, digna de señalarse, de que en la parte superior de estas estampillas aparece, por primera vez en la historia de la filatelia mexicana, la leyenda Servicio Postal Mexicano, misma que llevarán las emisiones conocidas como Numerales hasta el año de 1890. Es curioso que incluso a partir del 20 de agosto de 1986, en que se crea por decreto el Organismo Descentralizado Servicio Postal Mexicano, no se hayan emitido estampillas con esa leyenda, sino cien años atrás, cuando el nombre oficial del correo era Administración General de Correos. Se desconoce la razón por la cual toda esta serie de estampillas postales de uso permanente lleven el nombre de Servicio Postal Mexicano. En este período se emiten 264 estampillas postales y es cuando se inicia la emisión de las estampillas postales para uso oficial, práctica que persiste hasta el año de 1937. Durante la época antigua también aparecen las estampillas postales complementarias, que solucionaban el problema de falta de porte.

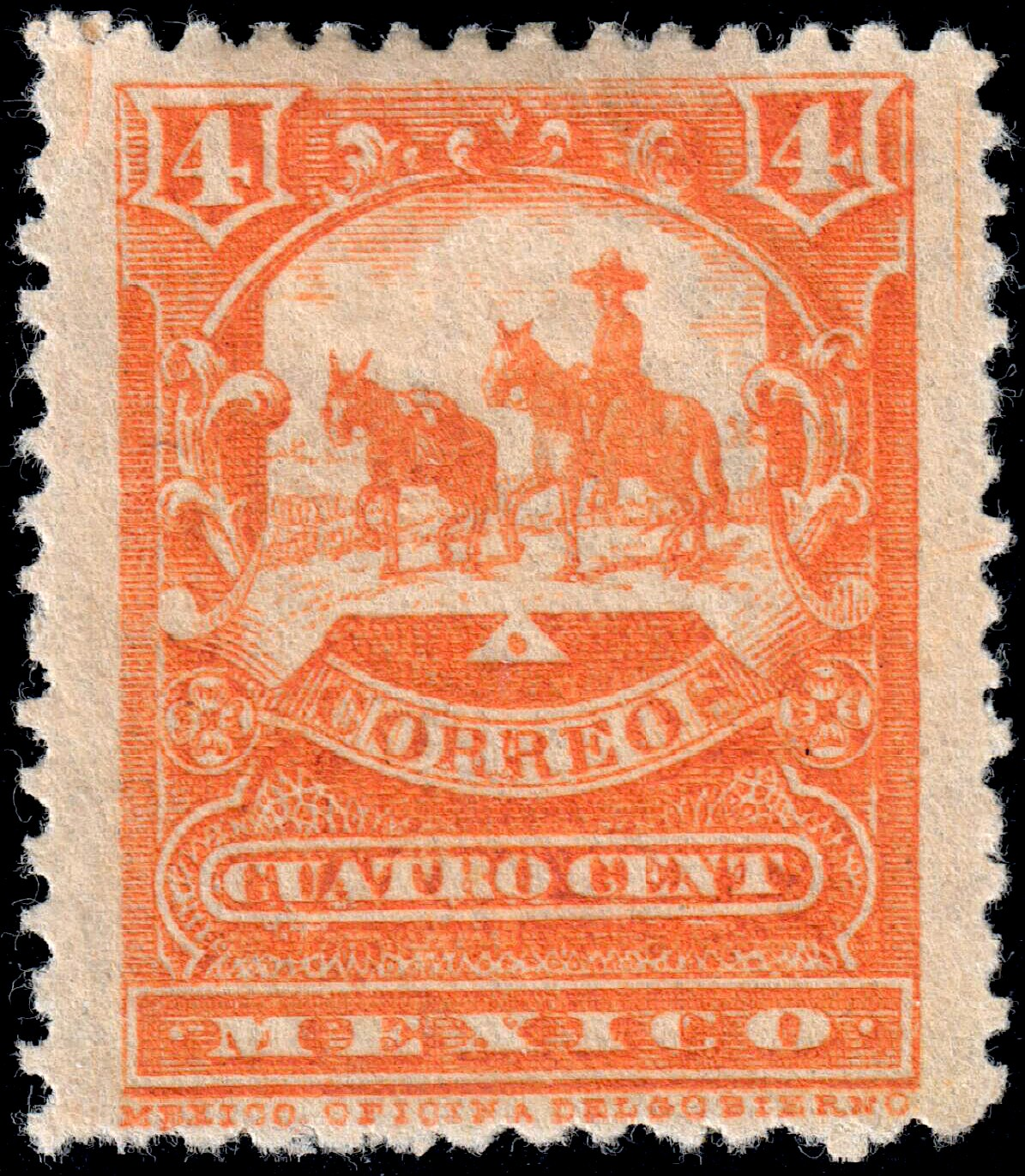
Estampilla de correos de 4 centavos

Entre 1886 y 1890 se emitieron 50 diferentes versiones de las estampillas postales conocidas como de la serie Numerales, con distintos colores y valores faciales. Son famosos por su belleza, sobriedad y diseño, además como ya se explicó, únicos por llevar la leyenda de Servicio Postal Mexicano. De esta época destacan también las estampillas postales emitidas con motivo de las celebraciones del centenario de la Independencia, las de la Catedral Metropolitana y la conocida como "Las Mulitas", de la serie de la Transportación del Correo. Es de llamar la atención también, la emisión de las Águilas de 1899, impresas en realce por la casa Bradbury Wilkinson y Ca., grabadores de Londres. En 1899 también existieron las estampillas de 50 centavos con las cascadas de Juanacatlán, Jalisco en color rojo y el Popocatépetl en color azul con un valor de un peso.
En la Época Antigua, por primera vez en la historia de la filatelia mexicana, se emiten estampillas postales alusivas a los distintos tipos de correos, como lo fueron los correos de: a pie (uno, dos y tres centavos), a caballo (cuatro y doce centavos), en carreta (10,15, 20 y 50 centavos) y en ferrocarril (uno, cinco y diez pesos), así como la emisión que hace referencia al mensajero prehispánico o la estatua de Cuauthemoc (cinco centavos). Dentro de la impresión de las estampillas postales oficiales se destacan por su originalidad la serie conocida como "serie negra" con la sobremarca "oficial" en color rojo.
En 1910 se emiten estampillas para celebrar el centenario del inicio de la lucha por la independencia:
Josefa Ortiz de Domínguez (1 centavo)
Leona Vicario (2 centavos)
Ignacio López Rayón (3 centavos)
Juan Aldama (4 centavos)

Miguel Hidalgo (5 centavos)
Ignacio Allende (10 centavos)
Epigmenio González (15 centavos)
Mariano Abasolo (20 centavos)

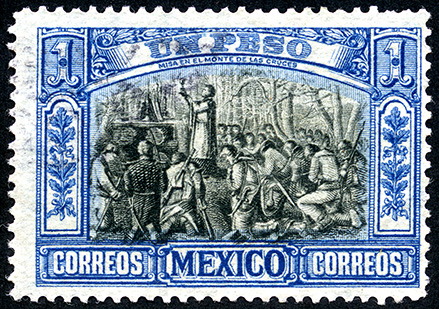
Timbre Postal Mexicano "MISA EN EL MONTE DE LAS CRUCES"

Litografía de la declaración de la independencia (50 centavos)
Litografía de la misa en el monte de las cruces (1 peso)
Litografía de la captura de la alhóndiga de granaditas, Guanajuato (5 pesos)

## Época revolucionaria

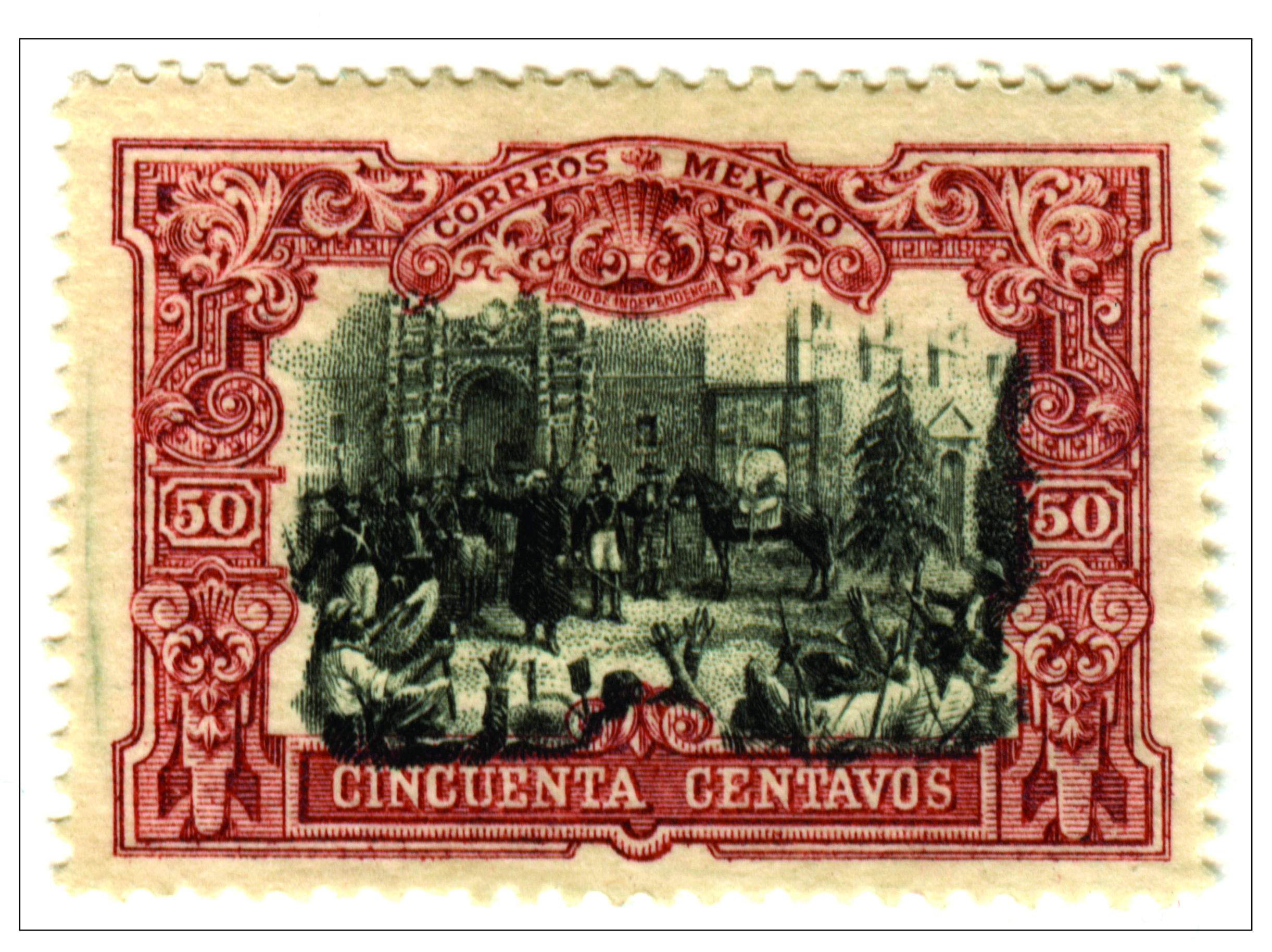
Estampilla del Centenario de Independencia de México, emitida en 1910, con una escena del Grito de Independencia.

De 1911 a 1922 la filatelia mexicana atravesó, al igual que el país, las vicisitudes de la lucha armada y la inestabilidad política que propició la aparición de un sinfín de sobremarcas hechas sobre las estampillas postales, surgidas durante el porfiriato. Es común encontrar sobre la serie emitida del Centenario de la Guerra de Independencia, innumerables marcas de villistas, zapatistas y carrancistas y, claro está, la marca del Gobierno Constitucionalista. Curiosamente el gobierno del presidente Madero no realiza aparentemente ninguna emisión de estampillas postales, debido a que era tal el número de emisiones y el tiraje realizado durante los años previos a la celebración del centenario de la Independencia, que no se hizo nada al respecto ni se guarda memoria de ello.
A la muerte de don Francisco I Madero, el gobernador del Estado de Sonora, José María Maytorena, desconoce al gobierno de Victoriano Huerta y al proclamarse como estado libre y soberano, hace una emisión de estampillas postales propias. En 1913, Venustiano Carranza lanza una emisión de estampillas postales y timbres fiscales con la leyenda "Ejército Constitucionalista", con un águila de cabeza blanca observando hacia su costado derecho, devorando a una serpiente, y más adelante, en 1914, se emiten las famosas estampillas postales transitorias que retoma la leyenda de "Correos México" con un águila observando hacia su izquierda devorando una serpiente. Posteriormente, son emitidas las estampillas con un águila devorando una serpiente y la leyenda "Ejército Constitucionalista" además de presentar también la leyenda "Correos México". En 1915, a iniciativa de Francisco Villa se emiten las primeras estampillas postales mexicanas con la efigie de Francisco I. Madero, con la leyenda del Gobierno Constitucionalista. El gobierno de Carranza hace algunas emisiones importantes pero generalmente se utilizaban las emisiones del porfiriato con sobremarcas y posteriormente con la modalidad de sobreponer los monogramas, tanto de él, como de Francisco Villa. También, el estado de Oaxaca emite la estampilla con la leyenda "Correos Transitorio" con un águila devorando una serpiente el la leyenda "Estado Libre y Soberano de Oaxaca". Asimismo, se emiten las estampillas con: El escudo nacional, La estatua de Cuauhtémoc, Igancio Zaragoza, José María Morelos, Francisco I. Madero y Benito Juárez. Por último, en 1915 y 1917 se emite la primera estampilla con el mapa de la república y sus vías férreas además del Faro del puerto de Veracruz y el Palacio Postal.
En el año de 1916 se lanza la emisión conocida como "Serie Hombres Ilustres" con estampillas postales de Francisco I. Madero, Belisario Domínguez, Aquiles Serdán, Ildefonso Vázquez, José María Pino Suárez, Miguel Hidalgo, Cuauhtémoc, Ignacio Zaragoza y curiosamente del propio Venustiano Carranza, con un valor facial de 10 centavos. Ya antes se había hecho otra emisión con su efigie para conmemorar en 1916 la entrada triunfal a la Ciudad de México del Ejército Constitucionalista.
En 1921 por el 100 aniversario de la independencia de México se emite la estampilla de 10 centavos ilustrando el abrazo de Acatempan entre Guerrero e Iturbide. En 1922, por él mismo centenario se emite la estampilla de 10 pesos ilustrando la entrada triunfal del ejército Trigarante a la Ciudad de México.

## Época moderna
De acuerdo a las diferentes corrientes manifestadas entre los más acuciosos filatelistas mexicanos, la época moderna de la filatelia mexicana se inicia con la emisión de la primera estampilla postal alusiva al Correo Aéreo el 2 de abril de 1922, con un valor facial de 50 centavos. La estampilla, hecha en grabado, ostenta a un águila real sobrevolando la población de Amecameca, en el Estado de México, teniendo como fondo a los volcanes Popocatépetl e Iztaccíhuatl, en colores azul, rojo y vino, con la leyenda "Correo Aéreo". Es importante destacar que el primer vuelo que transportó correspondencia del correo se llevó a cabo el seis de julio de 1917, en un recorrido de 110 kilómetros, de la ciudad de Pachuca, Hidalgo, a la Ciudad de México, habiéndose cubierto la ruta en un recorrido de 53 minutos.

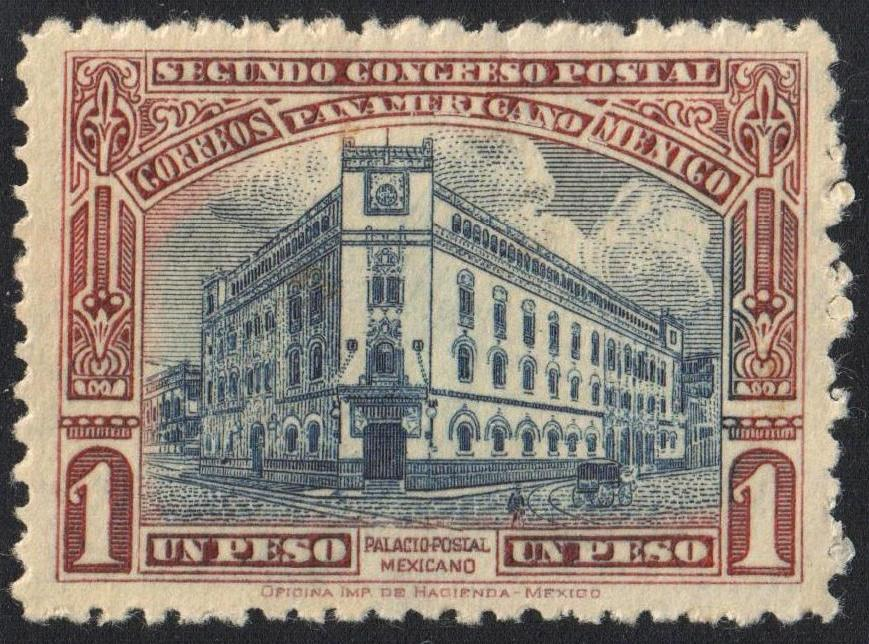
Palacio postal Mexicano. Estampilla en color rojo de 1 peso emitida en 1926

En 1923, se emiten las estampillas ilustrando la fuente del salto del salto de agua (Ciudad de México), la pirámide del sol en Teotihuacán, el castillo de Chapultepec, el monumento a Cristóbal Colón en la avenida de Reforma, el Hemiciclo a Juárez, el monumento a Cuauhtémoc, y el monumento a Josefa Ortiz de Domínguez. También se expidieron estampillas representando al antiguo palacio de Comunicaciones (Tacuba) y el Palacio de Bellas artes. En 1926 con motivo del segundo congreso postal panamericano, se emitieron estampillas de dos y cinco centavos con un escudo referente al evento;estampillas de 4 y 10 centavos con un mapa de América; una de 20 centavos con la imagen del Dr. Francisco García y Santos (Iniciador de la unión postal panamericana); y una de un peso con el Palacio postal Mexicano. Además, se imprimió una estampilla conmemorando al Capitán Emilio Carranza, piloto conocido como "El Lindbergh de México". Por último, en esa década también fueron puestas en circulación las estampillas con el escudo de armas propuesto por Carranza y un avión de Correo.
A partir de esta fecha, el Servicio Postal Mexicano ha emitido más de 2, 630 estampillas, entre filatélicas, de serie permanente y complementarias, destacándose entre éstas, las series permanentes México Exporta y México Turístico. Entre 1923 y 1925, el correo emite lo que se denominó Serie Regular Lugares y Monumentos, integrada por nueve estampillas con valores faciales de 1 centavo, en color café; 2 centavos, en color rojo; 3 centavos, en color café; 4 centavos, en color verde; 5 centavos, en color naranja; 10 centavos, en color café; 10 centavos, en color rojo vino; 20 centavos, en color azul oscuro y 30 centavos, en color verde oscuro, destacándose la emisión de la estampilla del monumento a Morelos, con valor facial de 1 centavo, estampilla obligatoria para todo tipo de correspondencia como cooperación en pro de la lucha contra la plaga de la langosta. A partir del año de 1931, estas estampillas se utilizaron para franqueo de tarjetas postales dentro de las ciudades de origen o para complementar portes.
La emisión regular 1934-1950, consiste en 15 estampillas postales con valores desde un centavo hasta cinco pesos, hecha en grabado, recoge imágenes bellas de indígenas Yalaltecas y Tehuanas, así como la estampa del tradicional charro mexicano. La serie Correo Aéreo, Arquitectura y Arqueología, de 1954 a 1975, integrada por 23 estampillas postales diferentes, con valores faciales desde cinco centavos hasta veinte pesos, es de las series ya clásicas de la filatelia mexicana, de las cuales destacan las estampillas de la danza de la pluma del estado de Oaxaca, con un valor facial de 10 centavos y la de los frescos de Bonampak, del estado de Chiapas con un valor facial de veinte centavos. Sobresalen también en esta serie, por la calidad de los grabados, las tres estampillas alusivas a la Ciudad de Taxco, estado de Guerrero, con valores faciales de 35 centavos, dos y cinco pesos.
La serie permanente o Emisión Regular México Exporta (1975-1993), temáticamente plasma los diferentes productos que México exporta y ha exportado, por ejemplo, tubos de acero, ganado y carne, partes automotrices, café, conductores eléctricos, abulón, zapatos, minerales, tequila, hierro forjado, libros, mezclilla, cobre amartillado, maquinaria agrícola, algodón, miel de abeja, fresas, bicicletas, platería y joyería, cítricos, etc.; con diferentes valores faciales que van desde cinco centavos hasta siete mil doscientos pesos, debido a las fluctuaciones de la moneda en ese periodo.
En esta época son clásicas también las estampillas postales alusivas al Seguro Postal y las diferentes series preolímpicas de 1965, 1967 y las ya olímpicas en 1968, con viñetas de los diferentes deportes, anunciando y conmemorando la celebración de los XIX Juegos Olímpicos, con sede en la Ciudad de México. Actualmente, la diversidad de diseños y temas abordados por la filatelia mexicana, la hacen una de las más atractivas, donde la modalidad de las hojas recuerdo, las estampillas elípticas y ovaladas y, aquellas que incluyen elementos en Braille, la colocan como una de las colecciones filatélicas mundiales más cotizadas.